# Arménie
République d'Arménie
(hy) Հայաստանի Հանրապետություն / Hayastani Hanrapetut'yun
L'Arménie (en arménien : Հայաստան, Hayastan), en forme longue la république d'Arménie (en arménien : Հայաստանի Հանրապետություն, Hayastani Hanrapetut’yun), est un État-nation unitaire, démocratique et multipartite.
Située dans la région du Petit Caucase, en Asie occidentale, cette ancienne république socialiste soviétique possède des frontières terrestres avec la Turquie à l'ouest, la Géorgie au nord-nord-ouest, l'Azerbaïdjan à l'est et l'Iran au sud-est, mais aucun accès à la mer.
L'Arménie est membre de plus de trente-cinq organisations internationales, comme l'ONU, le Conseil de l'Europe mais aussi la Communauté des États indépendants initiée et menée par la Russie dès mai 1992, dans le cadre de laquelle entrent l'Organisation du traité de sécurité collective (OTSC) et l’Union économique eurasiatique. L'absence de soutien de la Russie lors des guerres de 2020 et 2023 au Haut-Karabagh, malgré l'appartenance commune à l'OTSC, pousse l'Arménie à suspendre de facto sa participation à l'OTSC en janvier 2024.
En 2015, un nouvel accord de partenariat avec l'Union européenne est initié. En février 2024, l'Arménie devient officiellement membre de la Cour pénale internationale. En mars 2024 l'Arménie évoque à plusieurs reprises son souhait de devenir officiellement candidate à l'entrée dans l'UE.
Bien que selon les conventions géographiques classiques elle soit située en Asie occidentale,,, l'Arménie est considérée comme faisant partie culturellement, historiquement et politiquement de l'Europe, voire géographiquement pour les auteurs qui placent la limite Europe-Asie non pas sur la ligne de partage des eaux du Caucase, mais sur les frontières méridionales et orientales de la Géorgie et de l'Arménie,. Le haut-plateau arménien est d'ailleurs considéré comme le berceau des civilisations indo-européennes et le premier État au monde à avoir adopté le christianisme comme religion d'État en 301. Bien que l'Arménie actuelle soit un pays constitutionnellement laïque la religion chrétienne y est une composante importante de l'identité nationale.
Si l'Arménie telle qu'elle a été définie au XXe siècle est peu étendue géographiquement, sur seulement un dixième de l'Arménie historique, en revanche elle est dotée d'un riche patrimoine culturel et sa longue histoire remonte à l'une des plus anciennes civilisations au monde, Urartu. L'arrivée des Armens, peuple indo-européen, marque la constitution de la satrapie d'Arménie au VIe siècle av. J.-C. Au Ier siècle av. J.-C., le royaume d'Arménie atteint son apogée sous Tigrane le Grand.
Au IXe siècle, le royaume d'Arménie est rétabli par la dynastie bagratide. Les guerres contre l'Empire romain d'Orient l'affaiblissent jusqu'à sa chute en 1045, suivie par l'invasion des Turcs Seldjoukides. La principauté et ensuite le royaume arménien de Cilicie perdurent sur la côte méditerranéenne entre les XIe et XIVe siècles. Entre les XVIe et XIXe siècles, le plateau arménien, composé de l'Arménie occidentale et de l'Arménie orientale, est respectivement sous contrôle des empires ottoman et iranien. Au XIXe siècle, l'Arménie orientale est conquise par l'Empire russe, mais la partie occidentale continue d'être soumise à l'Empire ottoman. Peu après le début de la Première Guerre mondiale, les Arméniens de l'Empire ottoman subissent une extermination systématique : le génocide arménien.
En 1918, la révolution russe permet l'indépendance des pays non russes de l'ex-Empire russe dont la république démocratique d'Arménie.
En 1920, le pays est incorporé à la république fédérative démocratique de Transcaucasie qui devient un membre fondateur de l'Union soviétique.
En 1936, la république transcaucasienne est dissoute, ce qui entraîne l'émergence de la république socialiste soviétique d'Arménie.
L'Arménie devient indépendante en 1991, lors de la dissolution de l'URSS.

## Histoire
La région, notamment autour du mont Ararat (désormais totalement situé en Turquie), qui a une importante signification religieuse pour les Arméniens, est peuplée depuis la Préhistoire. Les archéologues continuent de trouver des preuves selon lesquelles l'Arménie était un ancien centre de civilisation, avec l'Urartu, rival de l'Assyrie. On ne peut parler de peuple arménien qu'à partir du VIIe siècle av. J.-C., époque à laquelle la région fut investie par un peuple indo-européen (Armens et Hayaza-Azzi) qui se mêla à la population urartéenne.

### Préhistoire
Selon les preuves documentées, une civilisation existait en Arménie depuis l'âge du bronze, voire plus tôt, vers 4000 av. J.-C. Les fouilles archéologiques effectuées en 2010 et 2011 dans le complexe de grottes Areni-1 ont permis de découvrir les plus vieilles chaussures en cuir connues au monde, une jupe et une structure de production de vins.

### Antiquité

Expansion maximale de l'Arménie sous Tigrane II.

La légende veut que l’Arménie ait été fondée par Haïk en 2492 av. J.-C.
Plusieurs États ont prospéré dans la région de la Grande Arménie pendant cette période, incluant les Hittites (à leur apogée), le royaume Mittani (au sud-ouest de l'Arménie historique) et la confédération Hayasa-Azzi (1500-1200 av. J.-C.). Les peuples de Nairi (XIIe au IXe siècle av. J.-C.) et d'Urartu (1000-600 av. J.-C.) ont successivement contrôlé le plateau arménien. Ces nations et tribus ont toutes participé à l'ethnogenèse des Arméniens,,,. Une inscription cunéiforme lapidaire retrouvée à Erevan a permis de conclure que la capitale actuelle de l'Arménie avait été fondée en été 782 av. J.-C. par le roi Argishti Ier. Erevan est la plus vieille ville au monde ayant pu documenter la date de sa fondation.
Vers 610 av. J.-C., une tribu thraco-illyrienne originaire des Balkans passe en Asie Mineure et se déplace graduellement vers l’est jusqu’au Caucase pour se confondre, sans confrontation semble-t-il, avec le royaume de l’Urartu. « Incluant alors tous les autres éléments ethniques », l'ethnie arménienne se forme, avec une culture qui incorpore des éléments de la culture urartéenne et une langue, indo-européenne, qui s'impose peu à peu. Les Arméniens sont évoqués dans les archives de Ninive. En 490 av. J.-C., les vassaux arméniens de Xerxès Ier, roi des Perses, combattent à Marathon contre les Grecs.
La région passa par des périodes d’indépendance et de soumission. À la suite de la conquête de l'Empire perse par Alexandre le Grand, l'Arménie subit l'influence grecque (dynastie séleucide) jusqu'au règne d'Antiochos III (242-187 av. J.-C.). À cette époque, la dynastie orontide défend la souveraineté arménienne.
En 189 av. J.-C., le stratège Artaxias proclame l’indépendance et, en 187 av. J.-C., fonde sa capitale, Artaxate. Cette Arménie hellénistique, sous le règne de la nouvelle dynastie artaxiade, doit faire face aux Parthes. Sous le règne de Tigrane le Grand (95-55 av. J.-C.), elle va s’étendre de la Méditerranée aux rives de la mer Caspienne. Ce même roi déplace sa capitale à Tigranocerte vers 78 av. J.-C.
Mais l'expansion de l'Arménie indispose les Romains, qui annexent une bonne partie des terres que Tigrane vient de conquérir, tout en laissant l'Arménie indépendante jusqu'en 65 av. J.-C., année où le pays devient un protectorat romain.
De l'an 1 à 53, les Romains et les Parthes se partagent l'Arménie. Celle-ci est à nouveau romaine de 114 à 117.
Mais, par la suite, la dynastie arsacide rétablit l'indépendance du pays. Au IIe siècle, une nouvelle dynastie perse, les Sassanides, profite de la faiblesse de l'Empire romain pour envahir l'Arménie. Ce n'est que sous l'empereur Dioclétien que les Romains rétablissent leur protection sur l'Arménie. Ils portent au pouvoir le roi Tiridate IV qui se convertit au christianisme en 301 sous l'influence de Grégoire Ier. L’Arménie est ainsi, dès le début du IVe siècle, le premier pays officiellement chrétien. Pour affirmer l'intégrité de la nation arménienne, le moine Mesrob Machtots crée un nouvel alphabet ; geste politique fondateur qui sauve ainsi cette culture de l'oubli. Cet alphabet, qui serait inspiré de l'alphabet grec, avec 32 consonnes et 6 voyelles, s’écrit de gauche à droite. Les Arméniens peuvent se passer du grec pour la publication des textes. Ainsi, vers l'an 406, l'alphabet arménien est adopté par l'ensemble du royaume. En 428, l'Arménie est divisée entre les Sassanides et les Byzantins.

### Moyen Âge

L'Arménie vers l'an mille.

La région est ensuite envahie par les Arabes qui établissent l'émirat d'Arménie. Vers l'an 885, la dynastie bagratide s'impose en Arménie, et l'indépendance du pays est alors reconnue. À l'époque, l'Arménie a pour capitale Ani. Avec une population dépassant celle des métropoles européennes comme Paris, Londres ou Rome, la ville devient le centre culturel, religieux et économique du Caucase.
L'Empire romain d'Orient, dit byzantin, conquiert la moitié occidentale de l'Arménie en 1045 alors que la moitié orientale est soumise par les Turcs Seldjoukides qui, en 1064, ruinent l'Arménie byzantine et continuent d'avancer vers le reste de l'Asie Mineure. Malgré la renaissance zakaride dans la seconde moitié du XIIe - première moitié du XIIIe siècle, des milliers d'Arméniens partent en exil pour s'établir dans des régions plus prometteuses telles que la Moldavie-Transylvanie, la Hongrie, la Pologne-Biélorussie-Ukraine, Chypre, divers ports de la Méditerranée et surtout la Cilicie où ils fondent en 1137 le royaume arménien de Cilicie qui prolonge la souveraineté arménienne jusqu'en 1375.
L'Arménie est l'alliée des croisés de Terre sainte. Plusieurs mariages ont lieu entre princesses arméniennes et souverains francs d’Orient — par exemple le comte Baudouin de Boulogne épouse une Arménienne et devient maître du comté d'Édesse. Il y a aussi des mariages entre des princes arméniens et des princesses chypriotes. En 1190, Henri VI, empereur romain germanique, remet la couronne royale à Léon II. En 1199, Léon II lui rend la pareille en lui offrant lui aussi une couronne. La culture arménienne est alors très ouverte sur celle de l’Europe et des États latins d’Orient. En 1374, Léon VI de la maison de Lusignan est le dernier roi arménien avant l'invasion du pays par les Mamelouks en 1375.

### Entre trois empires

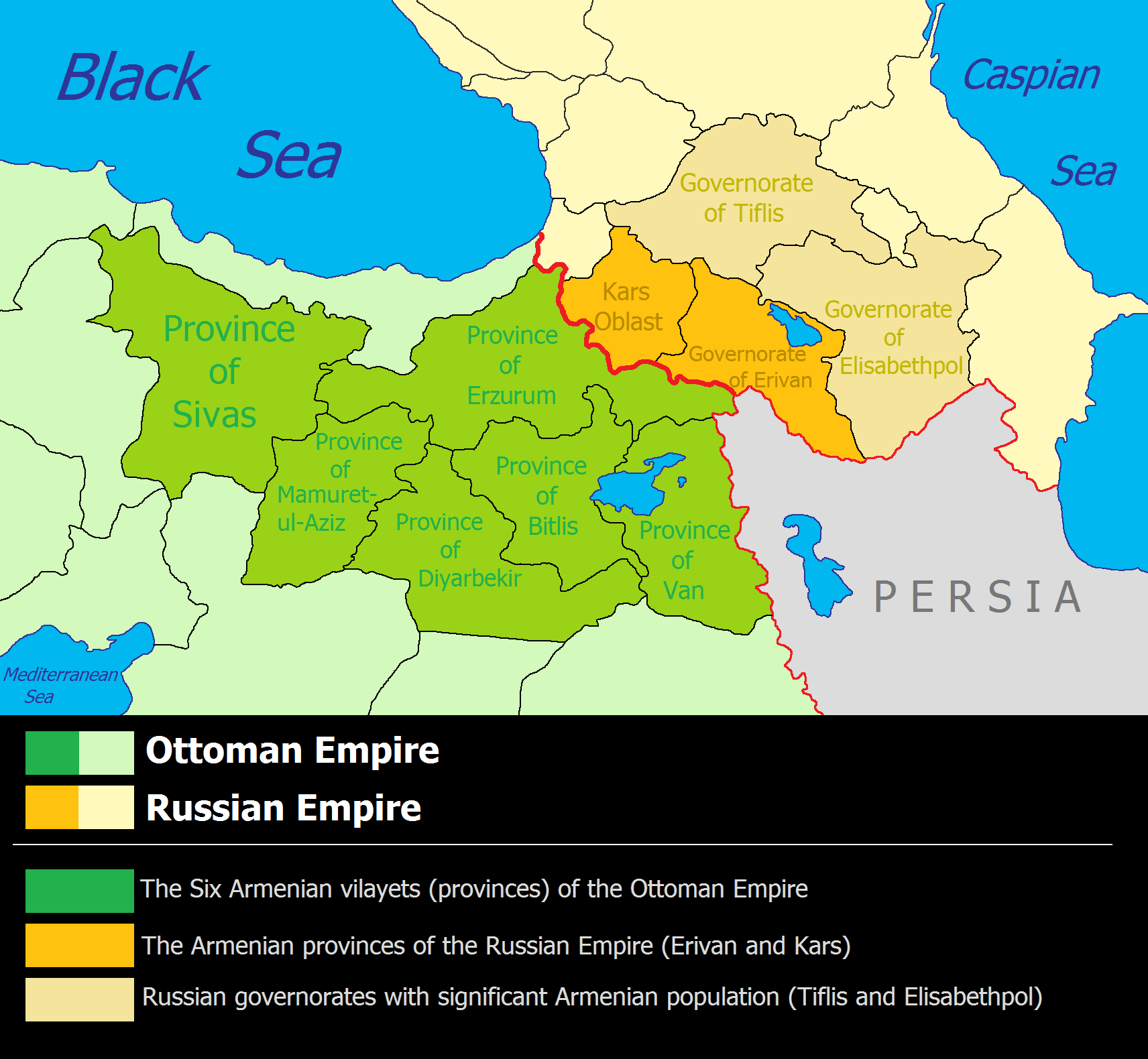
Arménie divisée entre les Empires russe et ottoman, vers 1900.

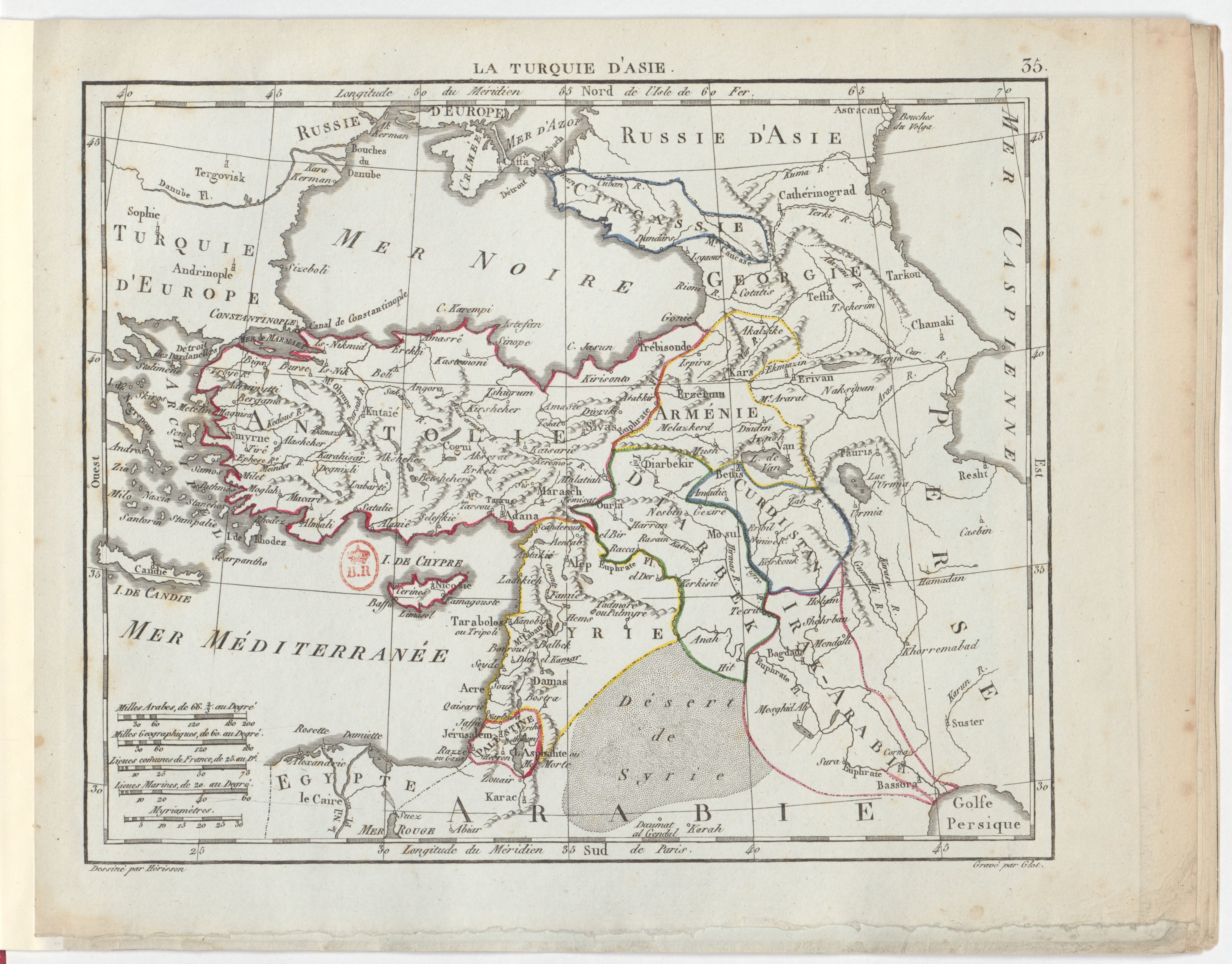
Carte de l'Empire ottoman en 1806 comprenant l'Arménie, le Kurdistan, la Palestine

Pendant ce temps, l'Arménie (ou Grande-Arménie) est envahie par diverses tribus turques et devient l'objet de luttes entre l'Empire ottoman et l'Empire perse. À partir du XIVe siècle, la plus grande partie reste sous domination turque, et la population arménienne (devenant de plus en plus minoritaire dans quelques vilayets de l'Anatolie de l'Est, appelée aussi Arménie occidentale) coexiste avec des communautés turques, kurdes et grecques.

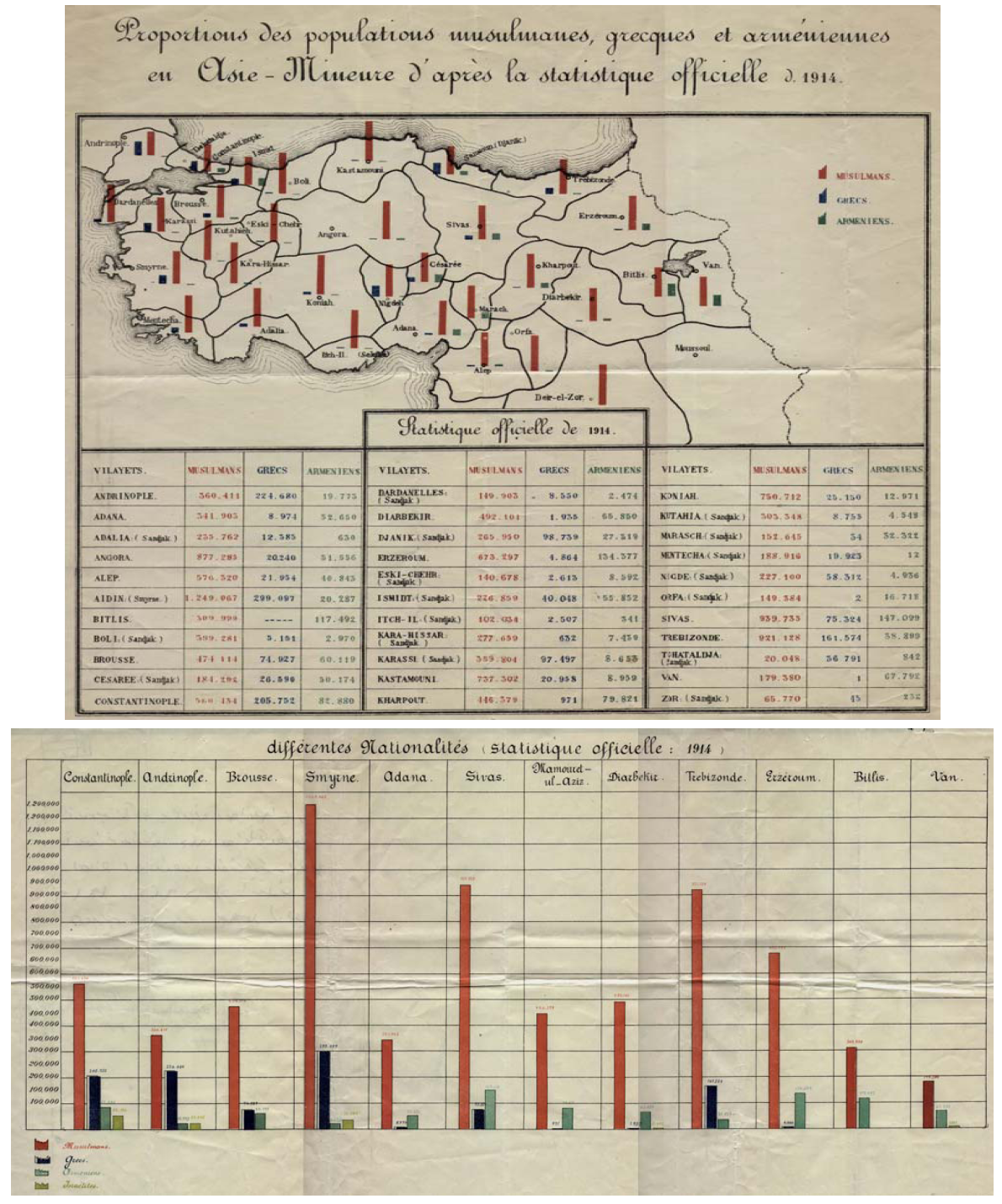
Démographique de l'Asie Mineure en 1914, selon les autorités ottomanes.

#### Arméniens d'Iran
Des communautés arméniennes se maintiennent dans le Caucase du Sud, faisant partie de l'Empire perse jusqu'au début du XIXe siècle, ainsi qu'en Azerbaïdjan oriental, à Téhéran et à Ispahan.

#### Arménie russe
Les guerres reprennent en 1827, lorsque l’Empire russe s'empare des régions arméniennes du nord de la Perse. Au XIXe siècle, le territoire est partagé entre la Russie et l’Empire ottoman. D'importantes communautés arméniennes se développent autour d'Erevan, mais aussi de Tbilissi et Bakou. En 1905-1906, de violents affrontements interethniques opposent les Arméniens aux Azéris.

#### Arménie ottomane

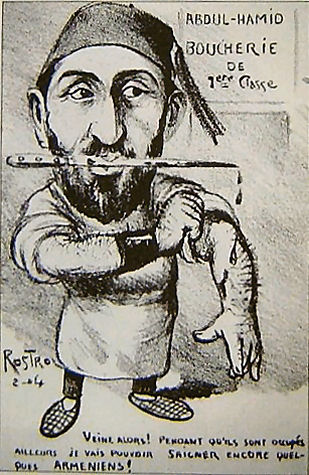
Le sultan Abdülhamid II, représenté ici en boucher.

Les Arméniens appartiennent à des millets distincts (pour représenter les communautés arméniennes apostolique, catholique et protestante) au sein de l'Empire ottoman, avec un degré d'autonomie en ce qui concerne les enjeux religieux et civils depuis la mise en place du système confessionnaliste instauré pendant l'ère réformiste des Tanzimat. Mais le peuple arménien se compte parmi les nombreux groupes ethnoreligieux qui aspirent à plus d'autonomie ou même à l'indépendance pour les territoires où ils représentent la majorité. La Constitution nationale arménienne est mise en place en 1863 et elle crée l'Assemblée nationale arménienne comme corps législatif du millet apostolique arménien, majoritaire, composé de 120 membres élus qui à leur tour élisent le patriarche arménien de Constantinople, détenant le pouvoir exécutif.
À la fin du XIXe siècle, sous le règne du sultan Abdülhamid II, les Turcs se livrent aux premiers massacres contre le peuple arménien (1894-1896) vivant sur la partie du territoire qu’ils contrôlent, c'est-à-dire l’Asie Mineure orientale ou l'Arménie occidentale. Ces massacres font entre 80 000 et 300 000 morts.

### Génocide arménien

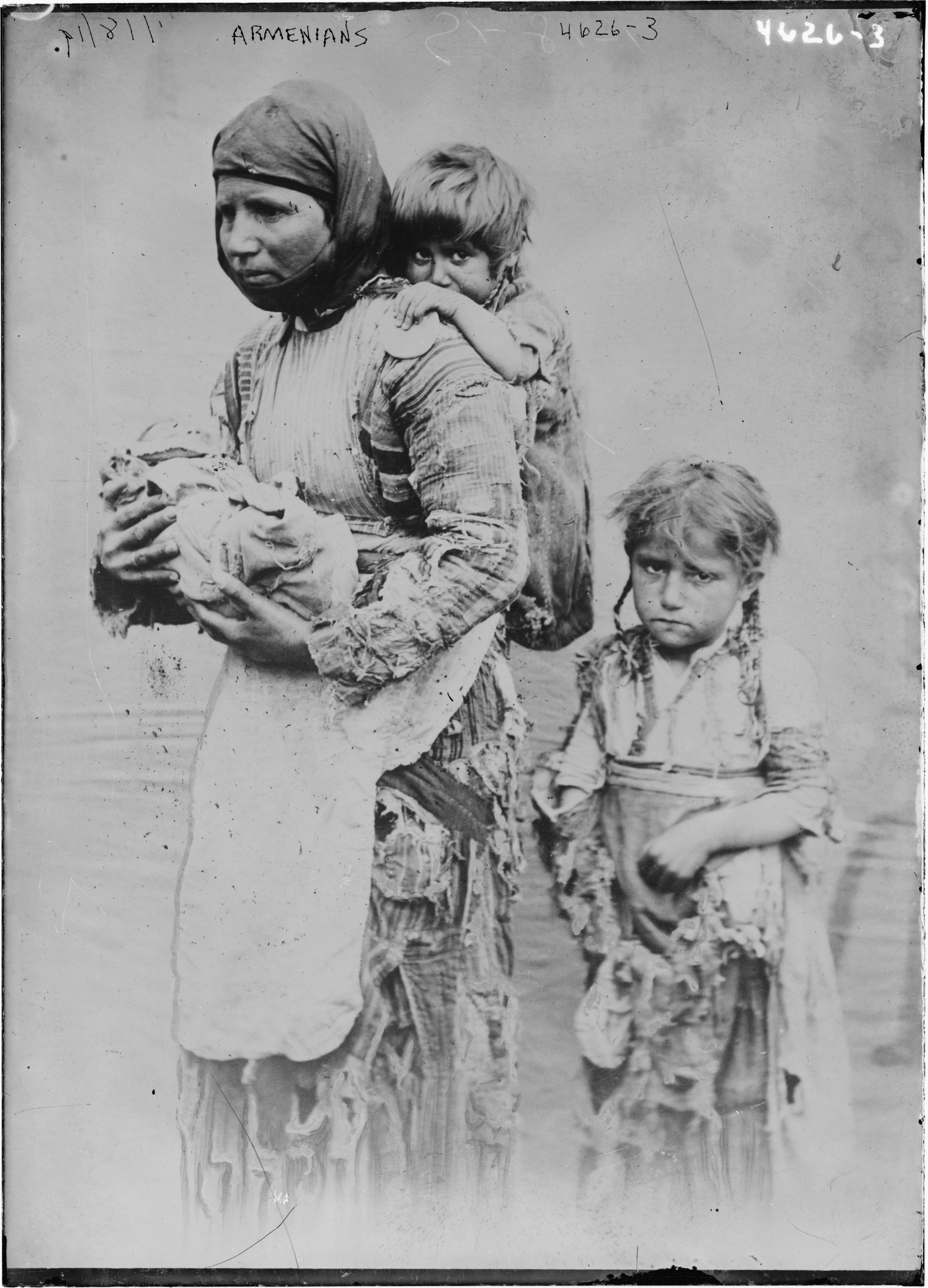
Déportés arméniens, 1899.

Le 24 avril 1915, le gouvernement Jeunes-Turcs de l’Empire ottoman décide d’en finir avec la minorité arménienne vivant dans l’actuelle Turquie et organise déportations et massacres où périssent entre 1 200 000 et 1 500 000 Arméniens ottomans,, perpétrant ainsi un génocide qui est souvent considéré comme le premier du XXe siècle. L'Arménie occidentale est vidée de sa population arménienne natale. Ce génocide n'a jamais été reconnu en tant que tel par la Turquie, dont les lois condamnent ceux qui mentionnent un génocide des Arméniens. Après l'effondrement de la Russie (1917) et de l'Empire ottoman (1918), les Arméniens parviennent à créer une république indépendante, à l'existence éphémère (1918-1920).

### Première république d'Arménie
La première république démocratique d'Arménie est née des convulsions qui agitent la Transcaucasie à la fin de la Première Guerre mondiale. L'effondrement de l'Empire russe en 1917 laisse un vide politique dans une région composée d'une mosaïque de groupes ethnico-religieux, qui peinent à s'entendre. Abandonnés par leurs voisins face à la menace turque, les Arméniens proclament la république d'Arménie. Après la défaite des Puissances centrales en 1918, les Arméniens fondent de grands espoirs sur la Conférence de la paix de Paris pour obtenir le rétablissement de la Grande-Arménie historique. Leurs attentes sont rapidement déçues. Abandonnée par les Puissances alliées, face à l'hostilité de ses voisins, la république d'Arménie mène pendant deux ans une existence précaire puis succombe à la collusion de la Turquie kémaliste et de la Russie bolchevique.

### URSS

Armoiries de la république socialiste soviétique d'Arménie.

Battus par Kemal Atatürk, les Arméniens se résignent à accepter la protection des bolcheviks : le 29 novembre 1920 naît la république soviétique d'Arménie, qui ne couvre qu'une petite partie du territoire historique de l'Arménie. Le traité de Sèvres promettait d'intégrer à la nouvelle Arménie indépendante plusieurs vilayets (provinces) d'Anatolie orientale. Mais le texte ne fut jamais ratifié. En 1922, elle est incluse dans la république socialiste fédérative soviétique de Transcaucasie, puis, à partir de 1936 — à l'issue de l'éclatement de la Transcaucasie —, elle devient une république socialiste soviétique à part entière.
Dès lors et durant toute la période soviétique, des tensions sourdes et récurrentes vont opposer Arméniens et Azéris autour du destin de la région du Haut-Karabagh. En décembre 1920, après la soviétisation de l'Azerbaïdjan, les autorités de la RSS d'Azerbaïdjan, nouvellement créée, déclarent renoncer à leurs prétentions sur les territoires litigieux, et reconnaissent officiellement le droit à l'autodétermination du peuple du Karabagh. Mais le bureau caucasien du Comité central du parti bolchevik, alors présidé par Staline, décide du rattachement du Haut-Karabagh à l'Azerbaïdjan. Pendant près de soixante-dix ans, le problème est « gelé ». Durant toute cette période, à intervalles réguliers, la grande majorité des Arméniens du Haut-Karabagh proteste pacifiquement contre les suites de cette décision et demande que soit discutée la possibilité d'une intégration du Haut-Karabagh au sein de l'Arménie.
Puis, avec la glasnost et la perestroïka, les tensions récurrentes entre les deux républiques soviétiques provoquées par la politique des nationalités et surtout par le découpage administratif prennent une tournure plus ouverte et se cristallisent autour de la question du Haut-Karabagh.
Le 12 juin 1988, la région autonome du Haut-Karabagh se déclare en sécession. Trois jours plus tard, l'Azerbaïdjan réaffirme l'attachement du Haut-Karabagh à son territoire et des violences éclatent.

### Indépendance
L’Arménie accède à son indépendance définitive le 21 septembre 1991. Suivant l'exemple de l'Azerbaïdjan (qui a déclaré son indépendance de l'URSS le 30 août 1991), la région autonome du Karabagh proclame sa propre indépendance le 2 septembre 1991, qui est confirmée par un référendum le 10 décembre suivant. Les autorités de Bakou envoient des troupes au Haut-Karabagh pour y rétablir leur contrôle, ce qui entraîne le début du conflit. Les Arméniens de la région s'organisent pour se défendre. Avec l'aide de l'Arménie, les combattants du Comité Karabakh chassent les Azéris. Les affrontements entre Arméniens et Azéris font des dizaines de milliers de victimes de part et d'autre. Malgré le cessez-le-feu conclu en mai 1994, cette question n’est toujours pas réglée.
Des transferts de population ont eu lieu (retour en Arménie d'Arméniens vivant en Azerbaïdjan et vice-versa pour les Azéris vivant en Arménie) entre les deux pays qui tendent à devenir ethniquement plus homogènes.
Le pays connaît depuis son indépendance un très fort mouvement migratoire, principalement dû au développement de la pauvreté. C'est ainsi qu'entre 700 000 et 1 300 000 Arméniens ont quitté leur pays depuis 1991.
Cependant, l’Arménie conserve des relations étroites avec la Russie car son soutien lui est indispensable face à la Turquie et l’Azerbaïdjan qui ne cessent de la menacer. La base militaire russe de Gyumri est toujours active et ce sont les troupes russes qui gardent le couloir de Latchin reliant l’Arménie et l'Artzakh.
L’Arménie a déclaré le 3 septembre 2013 qu'elle rejoindrait l’Union économique eurasiatique qui se forme le 1er janvier 2015.

## Politique

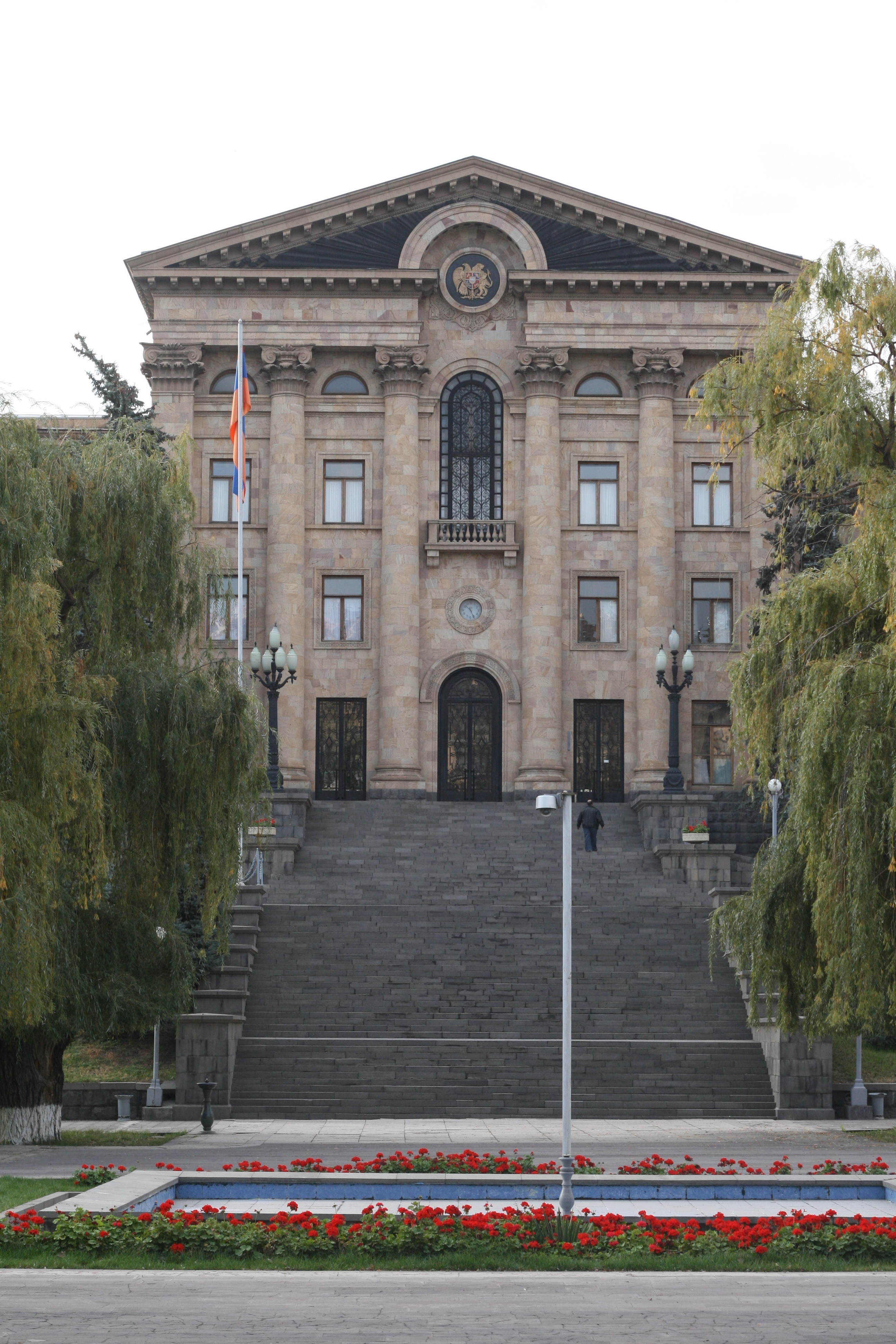
Façade principale de l'Assemblée nationale d'Arménie.

L'Arménie dispose d'un régime parlementaire depuis 2018. Le premier président arménien fut Levon Ter-Petrossian, qui avait pris les rênes du pays en 1991. En 1998, affaibli dans son pays après avoir souhaité renégocier le statut du Haut-Karabagh, il est poussé à la démission avant d'être remplacé par Robert Kotcharian.
Serge Sarkissian, élu président en 2008 et réélu en 2013, fait voter à la fin de ses deux mandats une loi accordant plus de pouvoirs au Premier ministre, puis se fait nommer par le Parlement à ce poste, afin de contourner la clause constitutionnelle limitant à dix ans la durée des mandats de Président. Il est brièvement nommé à ce poste sous la présidence d'Armen Sarkissian — homonyme sans lien familial — en 2018, puis démissionne sous la pression de la rue et de la révolution de velours qui lui reproche d'être corrompu. Le chef de l'opposition Nikol Pachinian lui succède au poste de Premier ministre le 8 mai 2018. Le 23 janvier 2022, le président Armen Sarkissian démissionne à la surprise générale et Vahagn Khatchatourian, est élu président par le parlement au second tour. 
- Président de la République : Vahagn Khatchatourian (depuis le 13 mars 2022)
- Premier ministre : Nikol Pachinian (depuis 2018)
- Assemblée nationale : 131 sièges
- Élections législatives : 9 décembre 2018
- Effectifs militaires : 60 000[réf. nécessaire][Quand ?]
- Budget de l'armée : 495 millions USD en 2009[38]

### Politique étrangère

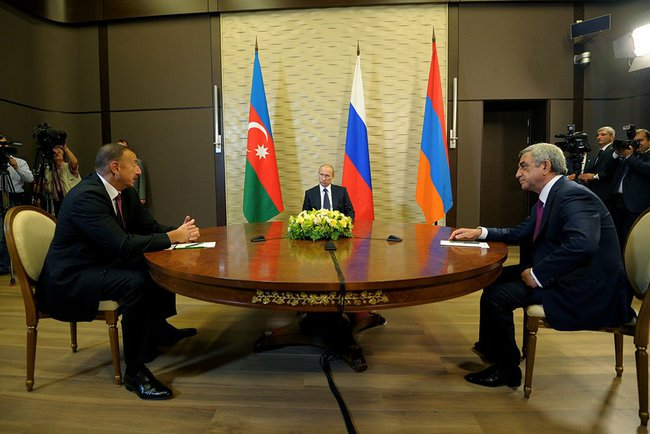
Serge Sarkissian, Ilham Aliyev et Vladimir Poutine, 10 août 2014.

Les relations avec l'Azerbaïdjan sont très conflictuelles en raison de la question du Haut-Karabagh. Il n'existe pas de relations diplomatiques officielles entre les deux États qui sont dans un état de guerre depuis la fin de la guerre du Haut-Karabagh de 1988-1994, quand une trêve a été négociée par la Russie le 12 mai 1994.
Les relations avec l'Iran, qui s'étaient dégradées depuis l'installation d'un régime islamique à Téhéran, sont aujourd'hui redevenues meilleures et tendent même à se renforcer comme en témoigne la construction en mai 2009 d'un gazoduc reliant les deux pays. De plus, une coopération dans le domaine de l'énergie s'est installée entre ces deux pays, se manifestant par les projets de construction d'un oléoduc et d'une centrale hydro-électrique sur la rivière Araxe. Dans les années 1990, l’Iran avait permis à l’Arménie de briser le blocus azéro-turc pour importer notamment du gaz et du pétrole.
Les relations avec la Turquie sont très conflictuelles, principalement en raison de la négation du génocide des Arméniens de 1915 par la Turquie mais aussi à cause du dossier karabaghtsi, au point que la frontière entre l'Arménie et la Turquie est officiellement fermée.
Les relations entre le Pakistan et l'Arménie sont suspendues ; le Pakistan est le seul pays membre de l'ONU à ne pas reconnaître l'Arménie en tant qu'État.

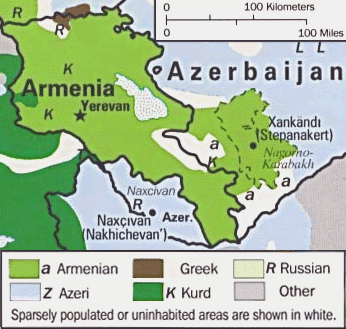
Carte ethnique de l'Arménie, du Haut-Karabagh et des régions voisines jusqu'en 2020. Après 2020, à la suite de la défaite de l'Artsakh, il ne reste plus de populations arméniennes en Azerbaïdjan.

Depuis son indépendance en 1991, l’Arménie a toujours gardé des relations étroites avec la Russie dont le soutien lui est indispensable face à la Turquie et l’Azerbaïdjan qui ne cessent de la menacer. Elle accueille d’ailleurs une base militaire russe à Gyumri et ce sont les troupes russes qui gardent le corridor de Latchine reliant l’Arménie et l'Artsakh. L’Arménie déclare le 3 septembre 2013 qu'elle rejoint l’Union économique eurasiatique qui se forme le 1er janvier 2015.
Cependant, la politique étrangère de l’Arménie se transforme aussi graduellement vers la recherche d’un soutien plus fort de l’Occident. L’Arménie a ainsi exprimé le désir de s’intégrer dans les institutions européennes. Depuis 1999 est en vigueur un accord de partenariat et de coopération. En 2018 un accord de partenariat global et renforcé entre en vigueur. En mars 2024 l'Arménie évoque à plusieurs reprises son souhait de devenir officiellement candidate à l'entrée dans l'UE. Le parlement vote un texte en mars 2025 demandant au gouvernement de déposer la candidature du pays.  
Elle adhère au programme de Partenariat pour la paix de l’OTAN ainsi qu'au Conseil de l’Europe (42e pays membre). Elle a envoyé une section de soldats de la paix au Kosovo sous commandement des forces grecques de la KFOR. Ainsi, l’Arménie cherche à équilibrer ses relations avec la Russie et avec l’OTAN. L'absence de soutien de la Russie lors des guerres de 2020 et 2023 au Haut-Karabagh, malgré l'appartenance à l'OTSC, pousse l'Arménie à s'éloigner un peu plus de celle-ci. En février 2024, l'Arménie devient officiellement membre de la Cour pénale internationale alors que dans le même temps elle annonce suspendre de facto sa participation à l'OTSC.
Les États-Unis, avec leur diaspora arménienne, apportent une sérieuse contribution à la reconstruction de l’économie arménienne qui a récemment vu son PIB progresser de façon impressionnante.
L’Arménie est en outre assez proche de la Géorgie, dont elle dépend économiquement pour le transit et l'importation des biens de première nécessité. Afin de ne pas mettre en péril cette relation indispensable face au blocus imposé par la Turquie et l'Azerbaïdjan depuis des années, Erevan est resté très prudent et a évité toute déclaration intempestive sur les velléités d'indépendance qui se sont matérialisées durant l'été 2008 au sein de la Géorgie en marge de la guerre d'Ossétie du Sud de 2008. Sur la question de l'indépendance de l'Ossétie du Sud et de l'Abkhazie, l'Arménie s'est donc quelque peu distancée de son protecteur principal, la fédération de Russie — sans pour autant rejoindre le chœur des condamnations occidentales sur l'attitude de Moscou durant la crise.
Elle est aussi un membre permanent de l'Organisation internationale de la francophonie. L'Association des communautés d'Arménie et la ville d'Erevan font partie de l'Association internationale des maires francophones. Enfin, la région de Lorri est membre de l'Association internationale des régions francophones.

### Forces armées arméniennes

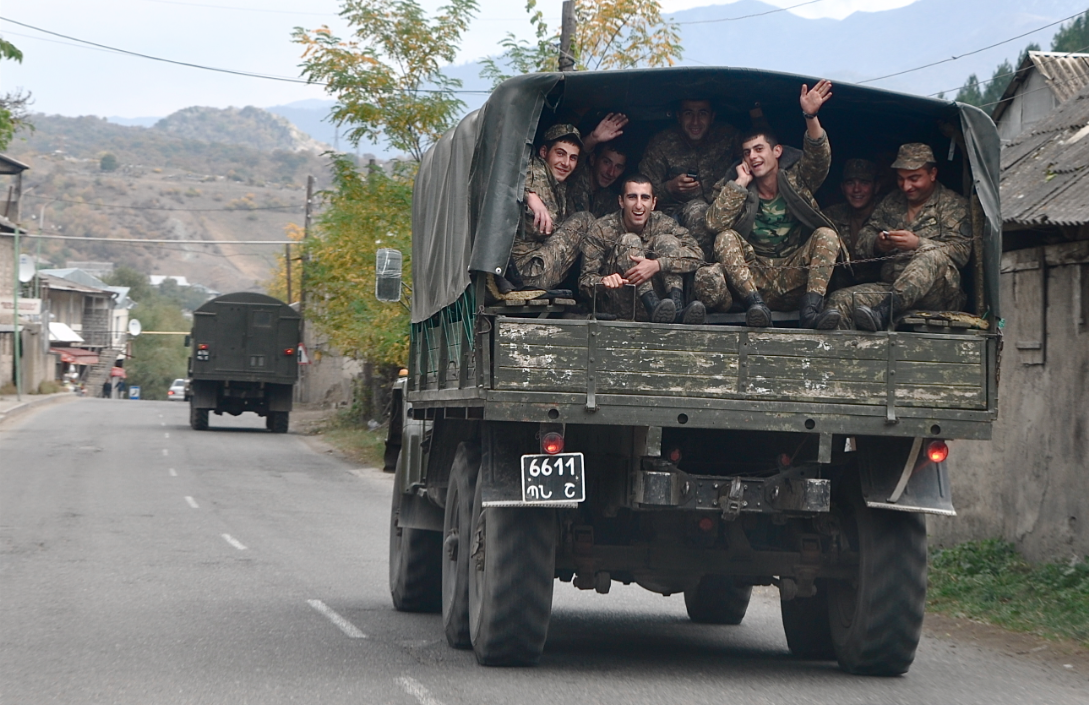
Convoi de militaires arméniens faisant route vers le Haut-Karabagh.

Les Forces armées arméniennes représentent l'armée de terre et d'air, la défense aérienne et la garde frontalière de l'Arménie. L'Arménie n'a pas de marine militaire parce qu'elle est un pays sans accès à la mer. Le commandant en chef est le président de la République. Le ministre de la Défense est lui chargé de la direction politique. Depuis 1992, l'Arménie est membre de l'Organisation du traité de sécurité collective (OTSC), avant d'en suspendre sa participation début 2024. Avant 2010, les gardes frontaliers surveillaient la frontière de l'Arménie avec la Géorgie et l'Azerbaïdjan, les forces armées russes patrouillaient les frontières avec la Turquie et l'Iran. Mais depuis le récent accord de coopération militaire signé en août 2010, les troupes russes patrouillent et protègent toutes les frontières de l'Arménie.

## Géographie
- Superficie : 29 800 km2
- Densité : 111 hab./km2
- Frontières terrestres : 1 254 km (Azerbaïdjan 566 km ; Turquie 268 km ; exclave azérie du Nakhitchevan 221 km ; Géorgie 164 km ; Iran 35 km)
- Littoral : 0 km
- Altitudes extrêmes : mini : 400 m ; maxi : 4 095 m

### Contexte géopolitique
L'Arménie, située à la limite de l'Europe et de l'Asie, dans le Petit Caucase, est l'un des pays les plus enclavés au monde, en partie pour des raisons naturelles (aucune façade maritime, relief très montagneux et vallées encaissées), mais aussi pour des raisons de manque d'infrastructures modernes de transports (routes et voies ferrées datant de l'époque soviétique), et surtout pour des raisons géopolitiques. En fait, le pays a longtemps souffert d'être en marge de l'empire soviétique, limitrophe d'un tronçon du rideau de fer (frontière soviéto-turque) ; désormais indépendante, l'Arménie est en conflit et n'entretient pas de relations diplomatiques avec deux de ses voisins, la Turquie et l'Azerbaïdjan (et son exclave du Nakhitchevan) qui lui imposent un blocus économique (frontières totalement fermées). La frontière avec la Géorgie n'est qu'à demi-ouverte : seul un poste frontalier est ouvert dans le nord du pays (liaisons routière et ferroviaire), les autres routes permettant de franchir la frontière arméno-géorgienne étant actuellement[Quand ?] fermées par les Géorgiens en raison des volontés autonomistes de la minorité arménienne vivant en Samtskhé-Djavakhétie (Djavakhk), dans la partie sud de la Géorgie. Sur les 1 000 kilomètres de frontière que compte le pays, 834 sont fermés. La frontière avec l'Iran (35 km) reste, elle, ouverte. Paradoxalement compte tenu du contexte politique actuel, c'est avec l'Iran que l'Arménie entretient actuellement les relations de voisinage les plus courtoises et les échanges économiques les plus importants. L'alliance russe est précieuse pour l'Arménie, mais la Russie actuelle n'a aucune frontière commune avec l'Arménie. L'aéroport d'Erevan est vital pour le pays, car c'est le seul moyen d'accès aisé reliant l'Arménie au reste du monde.

### Géographie physique

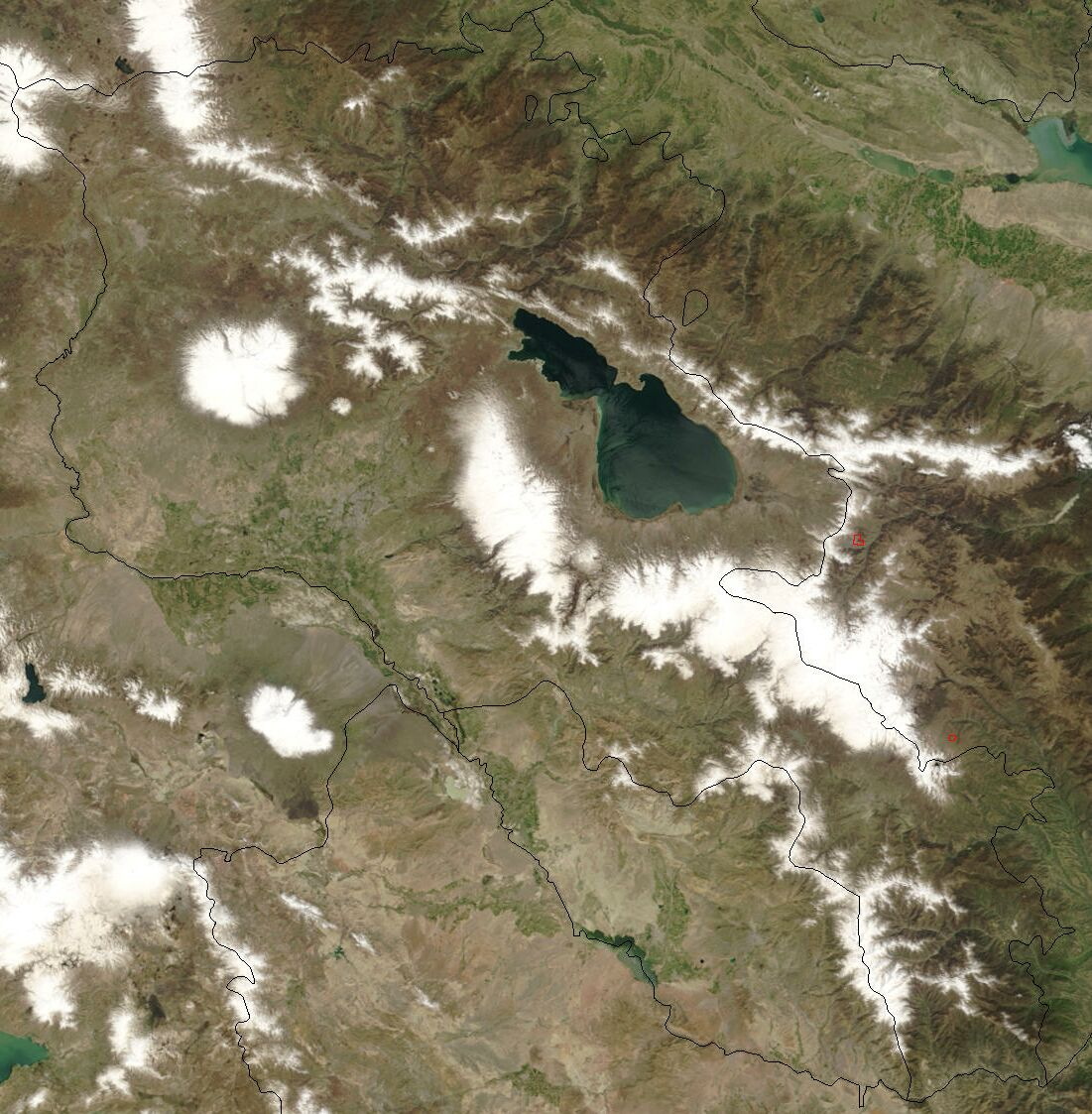
Photo satellite de l'Arménie.

#### Topologie
La topologie de l'Arménie n'est pas des plus simples, puisque son territoire n'est pas connexe — en raison de l'enclave arménienne d'Artsvashen, en Azerbaïdjan — et que sa composante connexe principale n’est pas simplement connexe — en raison des enclaves azerbaïdjanaises de Karki, Aşağı Əskipara, Yukhari Askipara et Barkhudarli.
L'Arménie sépare aussi le Nakhitchevan du reste de l'Azerbaïdjan.

#### Géomorphologie

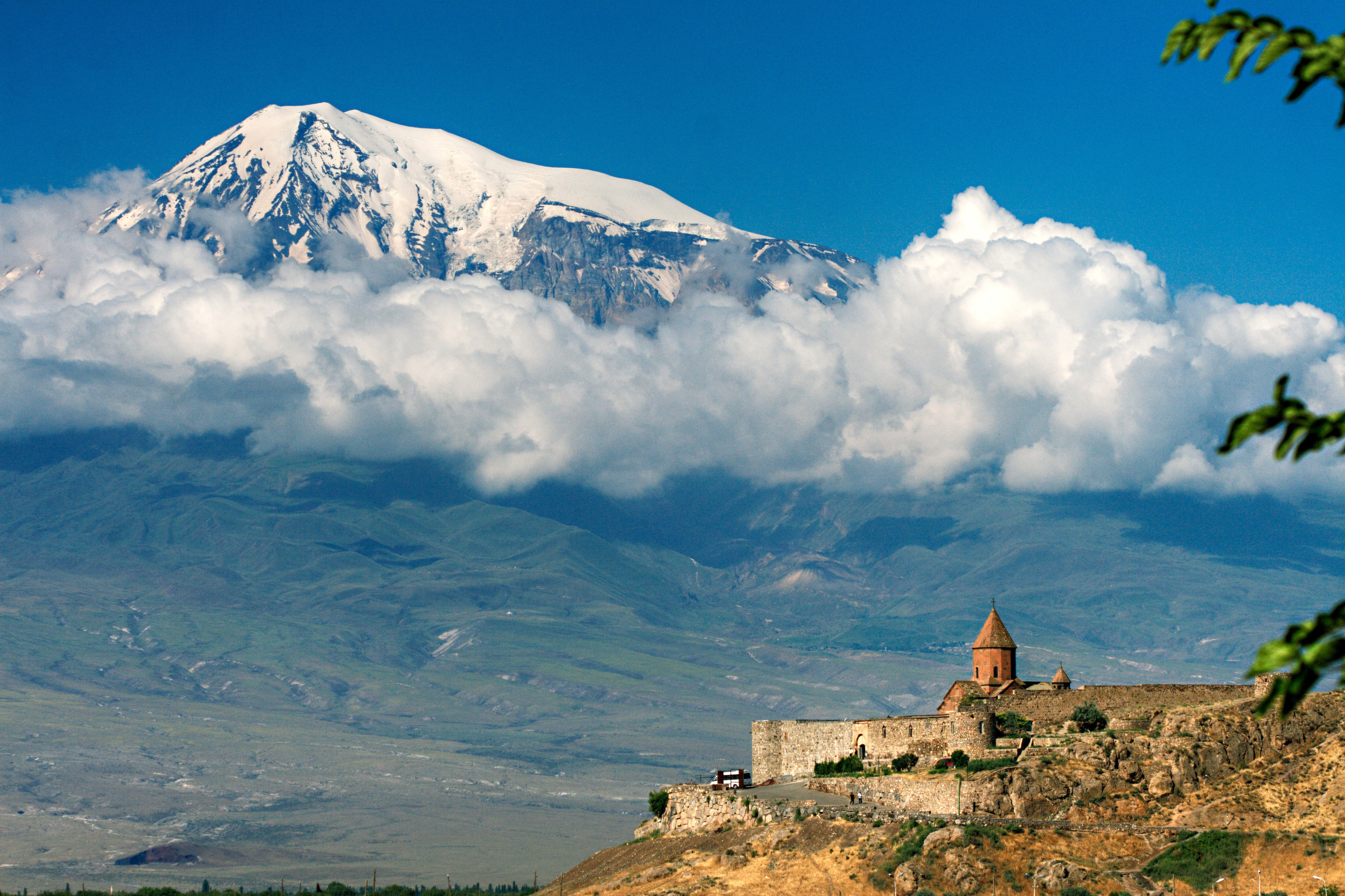
Vue du Mont Ararat avec le monastère de Khor Virap.

L'Arménie est constituée de plateaux et de chaînes montagneuses très élevées, dénommées globalement Petit Caucase. Près de 90 % du territoire se situe à plus de mille mètres d'altitude. Enclavée dans les hauteurs du Caucase, entre la mer Noire et la mer Caspienne, l'Arménie se situe en Eurasie, aux limites de l'Europe et de l'Asie.
Son point culminant historique était le mont Ararat et ses 5 160 mètres jusqu'en 1915. Depuis, le mont Ararat se trouve en Turquie, mais reste le symbole de l'Arménie, et le point culminant actuel est le mont Aragats et ses 4 095 mètres avec sa végétation de type toundra et quelques névés sommitaux. La chaîne de Gegham, dont le point culminant est le mont Ajdahak, haut de 3 597 mètres, est en position centrale dans le pays, séparant la plaine de l'Ararat du lac Sevan. De nombreux volcans éteints parsèment le pays, hérissé aussi de nombreux chaînons montagneux dont les sommets sont à plus de 3 000 mètres d'altitude, entaillés de vallées profondes, très encaissées. Les cols sont souvent élevés tels le col de Sélim (2 410 mètres), le col de Vorotan (2 344 mètres), le col de Sisian (2 346 mètres) ou le col de Tastun (2 483 mètres). Ceci contribue à rendre la circulation difficile et accentue l'isolement des différentes régions.
Le paysage arménien se caractérise également par ses lacs et notamment le lac Sevan, un grand lac à écoulement endoréique de 1 400 km2 perché à 1 900 mètres d'altitude à 60 km à l'est d'Erevan, la capitale. Le lac Sevan est le deuxième symbole de l'Arménie après le mont Ararat.

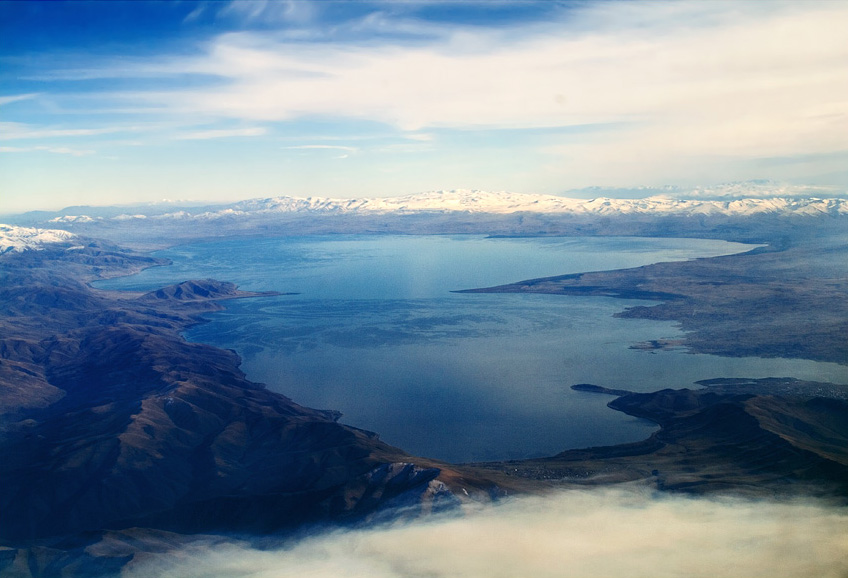
Complexe touristique au bord du lac Sevan.

La seule plaine notable est la plaine de l'Ararat, au sud et à l'ouest d'Erevan, au nord du mont Ararat, où se concentre l'essentiel de la production agricole. Elle coïncide avec la partie nord amont du bassin de l'Araxe, dont le bassin couvre les trois-quarts du pays et qui est donc le fleuve arménien par excellence même s'il est frontalier avec la Turquie et poursuit ensuite son cours au Nakhitchevan et en Azerbaïdjan avant de se jeter dans la mer Caspienne.
Le tiers nord du pays fait partie du bassin hydrographique de la Koura, fleuve qui coule en Géorgie pour sa partie amont et qui se jette aussi dans la mer Caspienne après avoir traversé le nord de l'Azerbaïdjan.

#### Risques naturels
L'Arménie est située au cœur d'une zone qui connaît une grande activité sismique. La région est en effet soumise à la pression, forte et constante, de la péninsule Arabique, plaque tectonique jadis détachée du continent africain et qui continue de « pousser » vers le nord-est, se heurtant à la plaque eurasiatique. Le dernier grand séisme a fait entre vingt-cinq mille et trente mille morts le 7 décembre 1988, détruisant particulièrement les villes de Spitak et Leninakan, actuellement rebaptisée Gyumri.
La subduction et la collision à l’œuvre depuis des millions d'années sont à l'origine d'un volcanisme étendu dans l'espace et le temps. Plus de 500 volcans du Quaternaire ont été cartographiés ; la plupart sont des volcans monogéniques mais plusieurs sont des stratovolcans, dont l'Aragats. Plusieurs éruptions préhistoriques et historiques ont été documentées, mettant en évidence le potentiel d'une activité volcanique future dans la région.

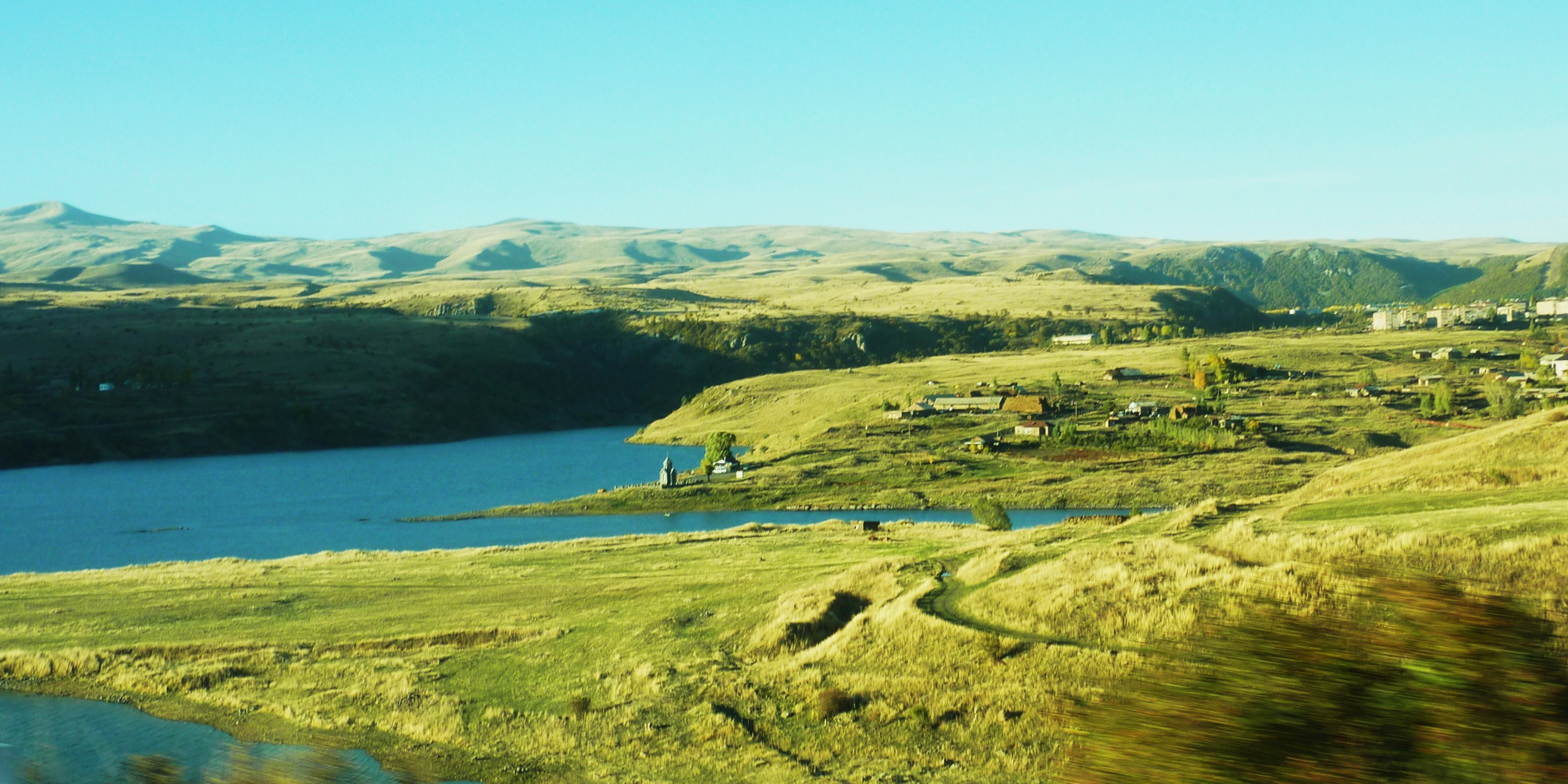
Le réservoir de Spandarian.

La végétation est rare et encore limitée par la déforestation.
Les besoins en eau potable sont difficilement satisfaits, malgré la création de lacs de retenue : les principaux sont le réservoir de Spandarian sur le Vorotan et le réservoir d'Akhourian, à la frontière arméno-turque, sur la rivière du même nom qui est un affluent de l'Araxe. Les prélèvements excessifs d'eau dans le lac Sevan à l'époque soviétique ont entraîné une baisse de dix-huit mètres du niveau du lac (selon un phénomène d'assèchement progressif analogue à celui de la mer d'Aral). La volonté de restauration partielle du niveau antérieur de l'eau du lac est devenue un symbole de l'Arménie redevenue indépendante, même si cette politique suscite des polémiques et des difficultés (ennoiement des infrastructures touristiques construites à l'époque soviétique en fonction du niveau du lac à cette époque ainsi que de tronçons de la route longeant le lac, difficulté pour trouver d'autres sources d'approvisionnement en eau). Le niveau est déjà relevé de trois mètres, un quatrième est prévu.

#### Climat
Le climat, continental sur la majeure partie du territoire, devient rapidement montagnard avec l'altitude. Les hivers sont froids (particulièrement sur les hauts plateaux où il peut faire jusqu'à −40 °C) et parfois assez neigeux (surtout en altitude). Les étés sont chauds et ensoleillés, souvent ponctués de violents orages.
Tandis que le climat d'Erevan, aux alentours de 1 000 mètres d'altitude, est quasi-continental (les étés y sont bien plus secs que dans un climat continental classique), Gyumri, deuxième ville du pays perchée à plus de 1 500 mètres, vit des étés relativement doux et des hivers longs, très rigoureux et neigeux, typiques du climat montagnard.
| Mois                              | jan. | fév. | mars | avril | mai | juin | jui. | août | sep. | oct. | nov. | déc. | année |
| --------------------------------- | ---- | ---- | ---- | ----- | --- | ---- | ---- | ---- | ---- | ---- | ---- | ---- | ----- |
| Température minimale moyenne (°C) | −9   | −8   | −1   | 6     | 10  | 14   | 17   | 18   | 13   | 7    | 1    | −3   | 5,4   |
| Température maximale moyenne (°C) | −2   | 1    | 10   | 19    | 24  | 31   | 34   | 33   | 28   | 21   | 10   | 3    | 17,7  |
| Précipitations (mm)               | 23   | 25   | 28   | 48    | 53  | 23   | 15   | 8    | 13   | 23   | 31   | 28   | 318   |

#### Végétation naturelle
Un net contraste existe entre la moitié nord du pays, boisée et la moitié sud, steppique, la limite entre les deux zones de végétation étant particulièrement nette et passant approximativement par la ligne de crête formant l'épine dorsale du pays et passant par le mont Aragats, le mont Ajdahak (3 597 mètres, situé au centre du pays et dominant le lac Sevan) et le col de Vorotan où le contraste entre les deux versants est particulièrement net.

### Géographie humaine

#### Régions
| Marz        | Population | Population (%) | Superficie (km2) | Superficie (%) | Densité |
| ----------- | ---------- | -------------- | ---------------- | -------------- | ------- |
| Aragatsotn  | 132 925    | 4,4            | 2 753            | 9,3            | 48      |
| Ararat      | 260 367    | 8,6            | 2 096            | 7,0            | 124     |
| Armavir     | 265 770    | 8,8            | 1 242            | 4,2            | 214     |
| Gegharkunik | 235 075    | 7,8            | 5 348            | 18,0           | 44      |
| Kotayk      | 254 397    | 8,4            | 2 089            | 7,0            | 122     |
| Lorri       | 235 537    | 7,8            | 3 789            | 12,7           | 62      |
| Shirak      | 251 941    | 8,3            | 2 681            | 9,0            | 94      |
| Syunik      | 141 771    | 4,7            | 4 506            | 15,1           | 31      |
| Tavush      | 128 609    | 4,3            | 2 704            | 9,1            | 48      |
| Vayots Dzor | 52 324     | 1,7            | 2 308            | 7,8            | 23      |
| Erevan      | 1 060 138  | 35,1           | 227              | 0,8            | 4 670   |

## Démographie

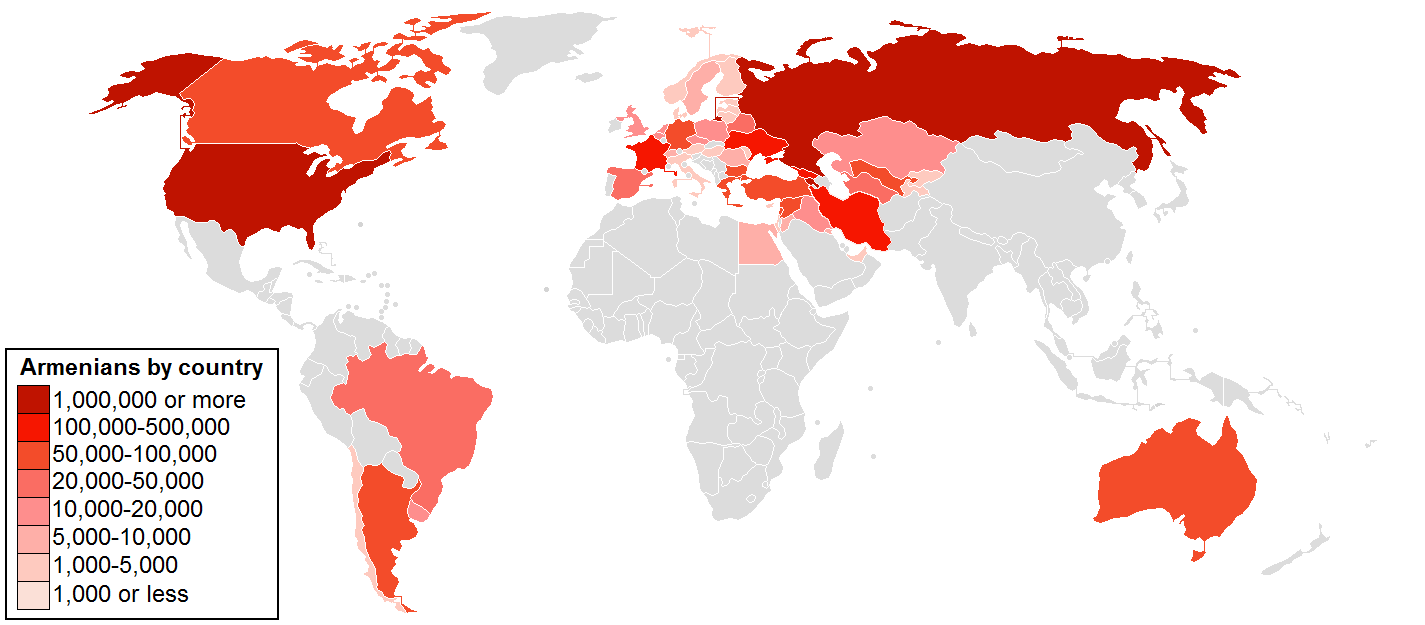
Carte de la diaspora arménienne.

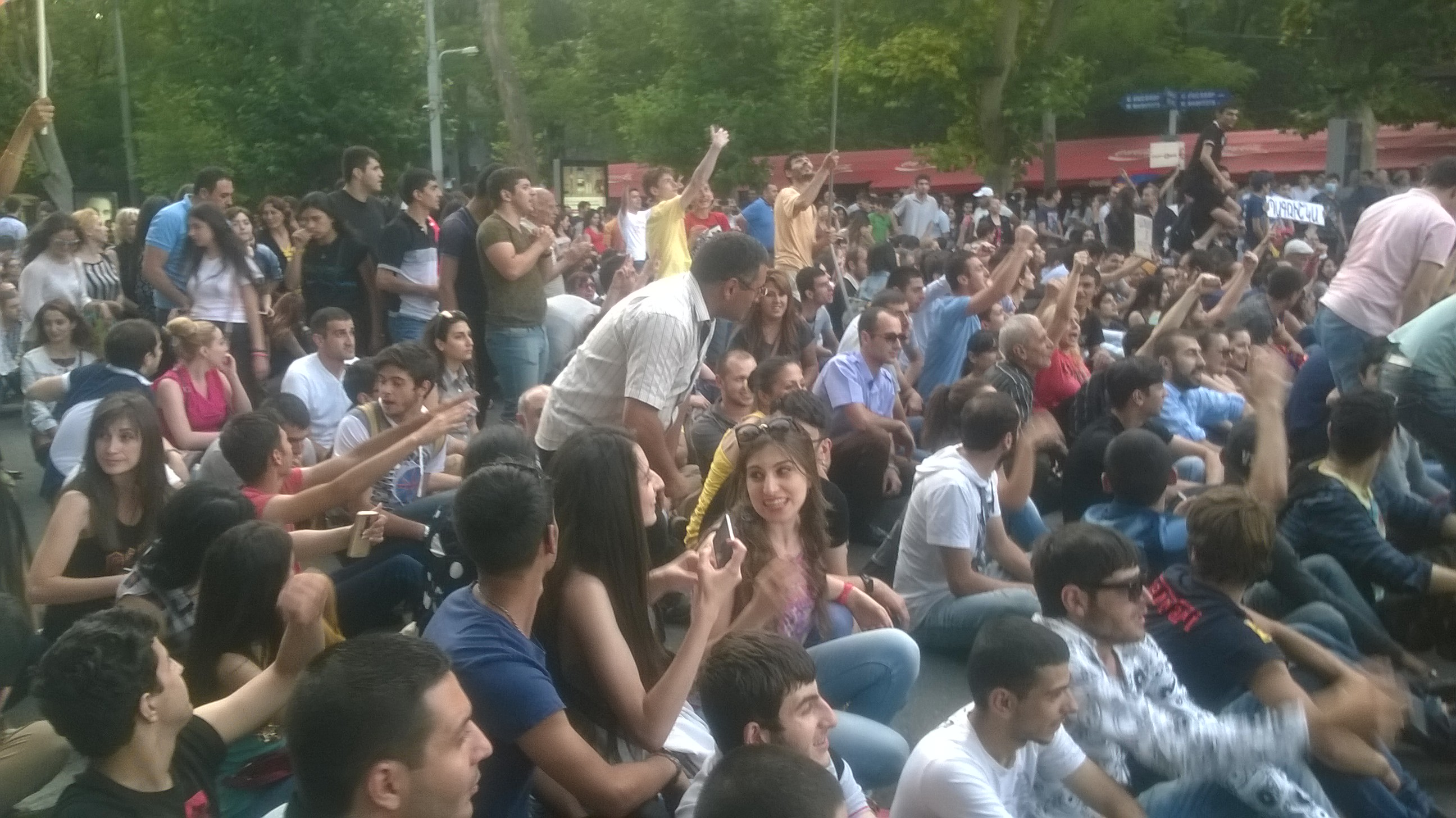
Arméniens lors d'une manifestation en 2015.

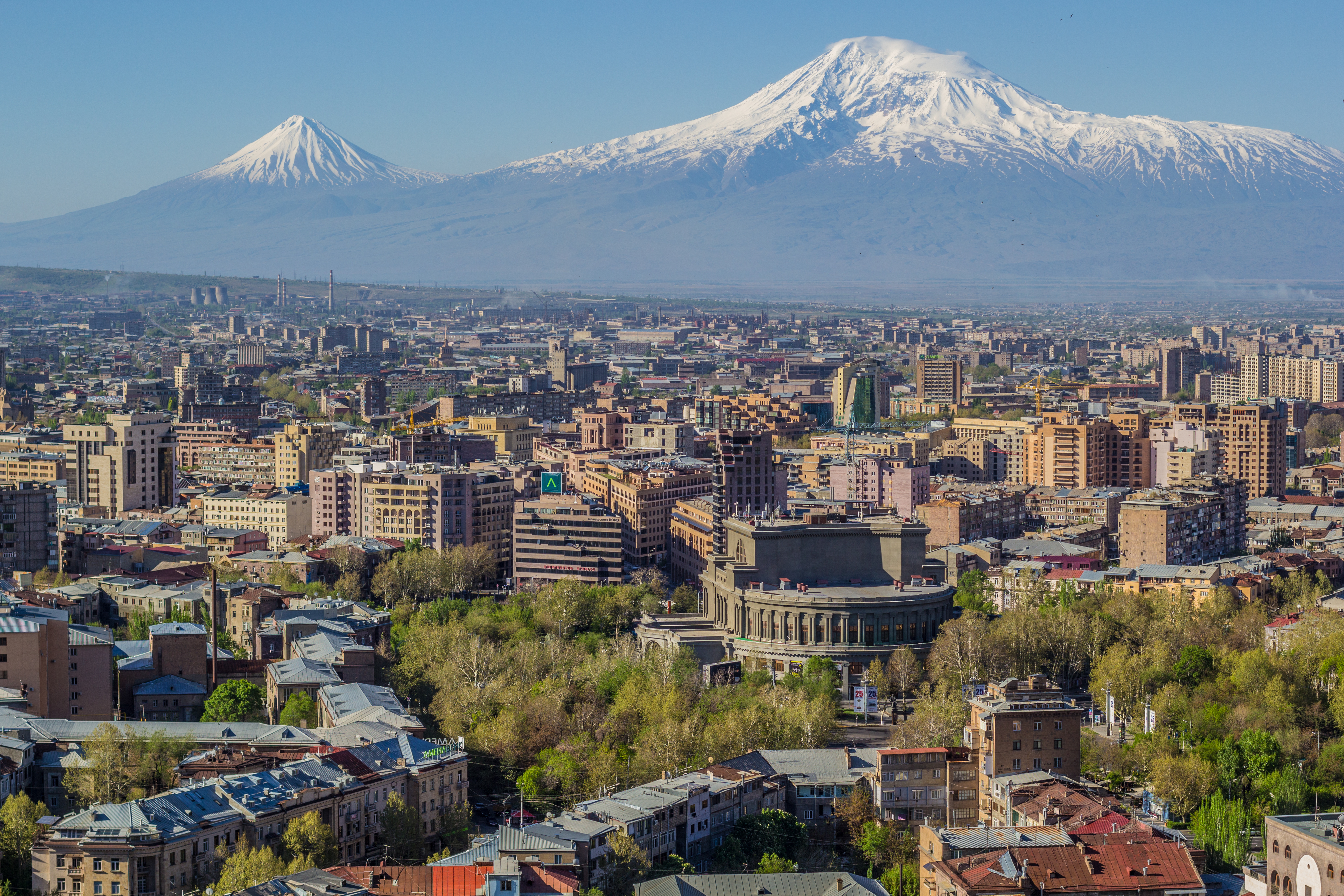
Erevan, avec le Mont Ararat en arrière plan.

La population est officiellement estimée à 2 998 600 habitants en janvier 2016. Après de nombreuses années de diminution, la population arménienne s'est stabilisée. D'après les chiffres publiés début 2008, elle recommence à augmenter. Les autorités arméniennes se félicitent de voir enfin s’inverser en faveur des immigrants la balance migratoire arménienne, après de longues années d’émigration qui, surtout dans la décennie qui a suivi l’indépendance, ont provoqué une réduction démographique importante. Au 1er janvier 2009, l'Arménie comptait 3 238 000 habitants, dont 1 164 600 vivent à la campagne et 2 073 400 en ville (1 111 300 rien qu'à Erevan). Cependant, après ce bref sursaut démographique, la population a recommencé à diminuer, provoqué par une diminution de la natalité et une hausse de la mortalité dues au vieillissement de la population.
Depuis 1831, l'évolution démographique a été la suivante :
| 1831    | 1873    | 1886    | 1897    | 1904    | 1914      |
| ------- | ------- | ------- | ------- | ------- | --------- |
| 161 747 | 496 140 | 635 833 | 797 853 | 877 322 | 1 014 255 |

| 1916    | 1919    | 1920    | 1922    | 1926    | 1931      |
| ------- | ------- | ------- | ------- | ------- | --------- |
| 993 782 | 961 677 | 720 000 | 782 052 | 878 929 | 1 050 633 |

| 1939      | 1959      | 1970      | 1979      | 1989      | 2001      |
| --------- | --------- | --------- | --------- | --------- | --------- |
| 1 282 338 | 1 763 048 | 2 491 873 | 3 037 259 | 3 304 776 | 3 213 011 |

| 2011      | 2022      | - | - | - | - |
| --------- | --------- | - | - | - | - |
| 3 018 854 | 2 928 914 | - | - | - | - |

| Histogramme de l'évolution démographique |           |
| \| 1831 \| 161 747 \| \| 1873 \| 496 140 \| \| 1886 \| 635 833 \| \| 1897 \| 797 853 \| \| 1904 \| 877 322 \| \| 1914 \| 1 014 255 \| \| 1916 \| 993 782 \| \| 1919 \| 961 677 \| \| 1920 \| 720 000 \| \| 1922 \| 782 052 \| \| 1926 \| 878 929 \| \| 1931 \| 1 050 633 \| \| 1939 \| 1 282 338 \| \| 1959 \| 1 763 048 \| \| 1970 \| 2 491 873 \| \| 1979 \| 3 037 259 \| \| 1989 \| 3 304 776 \| \| 2001 \| 3 213 011 \| \| 2011 \| 3 018 854 \| \| 2022 \| 2 928 914 \| |           |
| 1831 | 161 747   |
| 1873 | 496 140   |
| 1886 | 635 833   |
| 1897 | 797 853   |
| 1904 | 877 322   |
| 1914 | 1 014 255 |
| 1916 | 993 782   |
| 1919 | 961 677   |
| 1920 | 720 000   |
| 1922 | 782 052   |
| 1926 | 878 929   |
| 1931 | 1 050 633 |
| 1939 | 1 282 338 |
| 1959 | 1 763 048 |
| 1970 | 2 491 873 |
| 1979 | 3 037 259 |
| 1989 | 3 304 776 |
| 2001 | 3 213 011 |
| 2011 | 3 018 854 |
| 2022 | 2 928 914 |

Quelques chiffres[réf. nécessaire] :
- Âges (2009) :
  - 0-14 ans : 18,6 % (319 100 hommes, 282 100 femmes)[66]
  - 15-64 ans : 71 % (1 115 500 hommes, 1 183 200 femmes)[66]
  - + 65 ans : 10,4 % (133 700 hommes, 204 400 femmes)[66]
- Espérance de vie totale : 73,8 ans (est. 2009)[66]
  - Espérance de vie des hommes : 70,4 ans (est. 2009)[66]
  - Espérance de vie des femmes : 76,9 ans (est. 2009)[66]
- Taux de variation de la population : 4,2 ‰ (est. 2009)[66]
- Taux de natalité : 12,7 ‰ (est. 2009)[66]
- Taux de mortalité : 8,5 ‰ (est. 2009)[66]
- Taux de mortalité infantile totale : 10,8 ‰ (est. 2009)[66]
- Taux de fécondité : 1,36 enfant/femme (est. 2009)
- Taux de migration : - 1,8 ‰ (est. 2009)[66]
- Taux d'illettrisme total (est. 2014) : 0,1 %
  - Taux d'illettrisme des hommes (est. 2014) : 0,1 %
  - Taux d'illettrisme des femmes (est. 2014) : 0,1 %

Peu peuplée, l'Arménie jouit du soutien d'une très importante diaspora arménienne à travers le monde : en fédération de Russie (1,5 million), au Canada et aux États-Unis (1,2 million), en Syrie et au Liban (900 000) — dont 235 000 au Liban, 4 % de la population libanaise où ils constituent deux des dix-huit communautés officielles — dans l'Union européenne (surtout en France) (700 000) et en Amérique latine (200 000).

### Langues

#### Arménien
L'arménien est la langue officielle du pays.

#### Russe
Le russe est une langue ayant une présence importante en Arménie.

#### Anglais
L'anglais est une langue ayant une présence importante en Arménie.

#### Français
Le français est une langue ayant une certaine présence en Arménie,,. En 2010, on estimait le nombre de francophones à 20 000 (0,6 % de la population totale arménienne) et le nombre de francophones partiels à 180 000 (6 % de la population totale arménienne). En 2010, 25,4 % des élèves du primaire, 9,6 % des élèves du secondaire et 16,5 % des étudiants apprenaient le français comme deuxième ou troisième langue.
À ce sujet il est pertinent de noter la présence d'une université francophone en Arménie, l'Université française en Arménie (UFAR), qui forme des cadres arméniens dans le secteur de la finance, de la gestion, du droit et de la mercatique. Associé avec l’Université Jean Moulin Lyon 3, elle représente l’unique université française en Arménie.
De plus il est aussi important de noter l’existence d'un site web, Le courrier d’Erevan, sur l'information francophone en Arménie.
Enfin, l'Arménie est membre de l'Organisation internationale de la francophonie.

### Religions

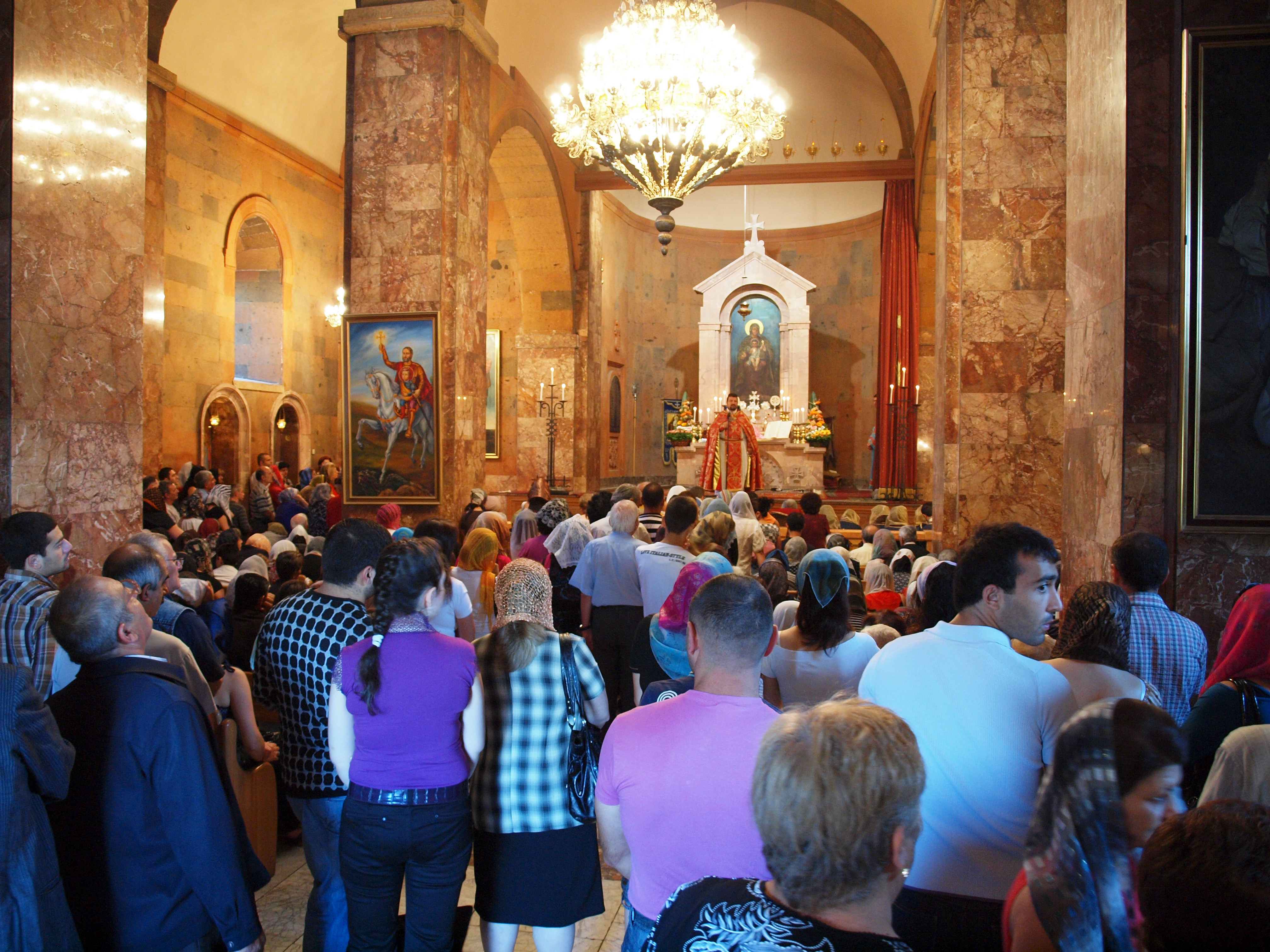
Église Saint-Sarkis à Erevan

Le royaume d'Arménie est le premier État à reconnaître puis adopter le christianisme comme religion officielle sous le roi Tiridate IV (298-330) lorsque ce dernier, une partie de sa famille et quelques membres du palais sont convertis, en 301 selon la tradition, par saint Grégoire l'Illuminateur.
Cependant, il reste une controverse quant à la date exacte du baptême de la famille royale. Les deux études les plus sérieuses proposaient d'une part 314 (P. Anean, 1961) et d'autre part 294 (B. Mc Dermot, 1970), jusqu’à la publication de travaux plus récents affirmant que la conversion eut lieu entre 305 (R. Manaseryan - l’Arménie d’Artawazd à Trdat le Grand, 2005) et 311 et non sous l'influence romaine, affaiblie en Orient à cette époque.
Selon le Pew Research Center, en 2010, 98,5 % des habitants d'Arménie sont chrétiens, principalement apostoliques (86,7 %), et dans une moindre mesure catholiques (8,7 %) et protestants (2,2 %) et alors que 1,3 % de la population n'est pas affilié à une religion et que 0,2 % pratique une autre religion.

## Économie

### Agriculture

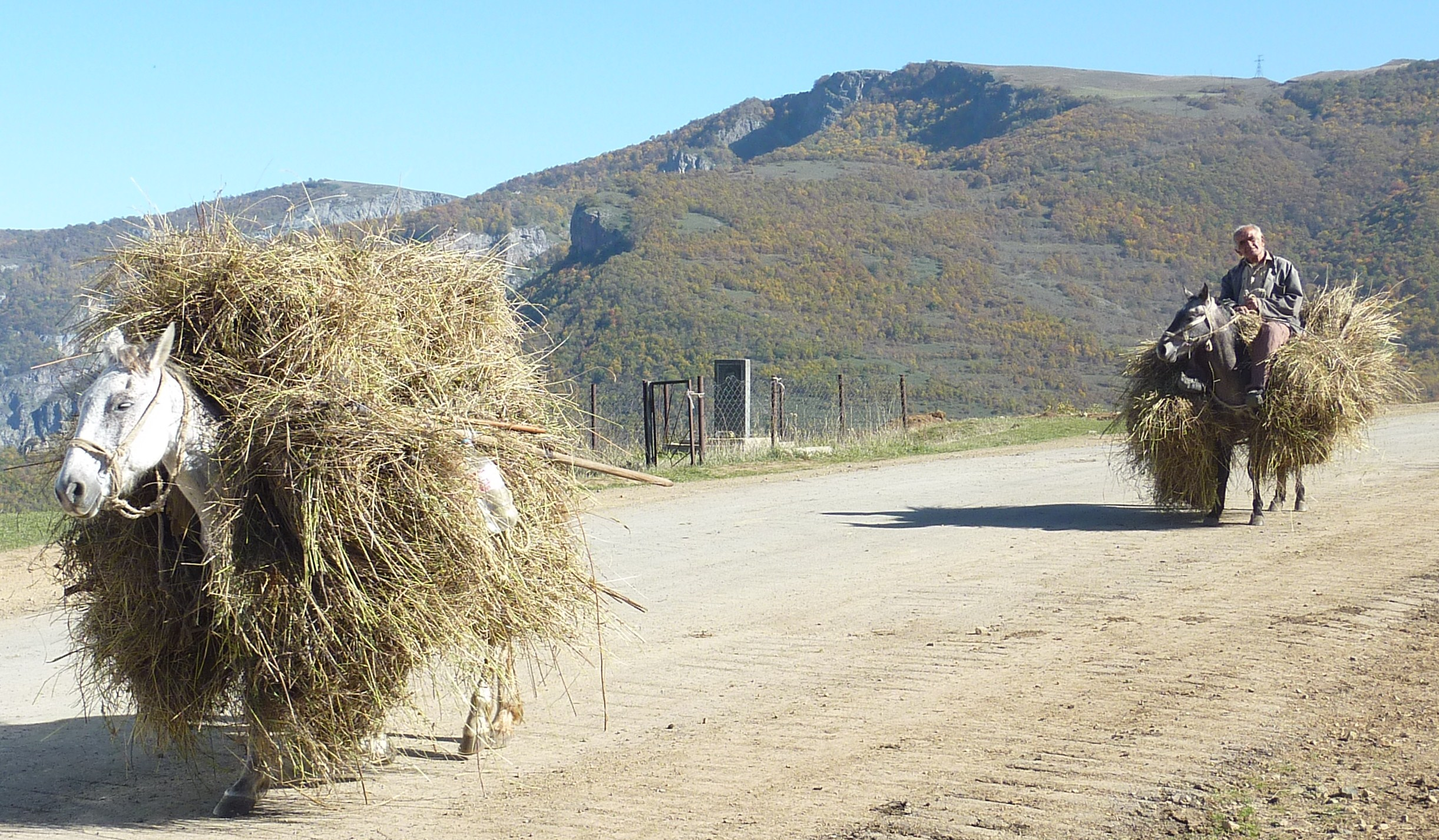
Une agriculture qui reste souvent très traditionnelle.

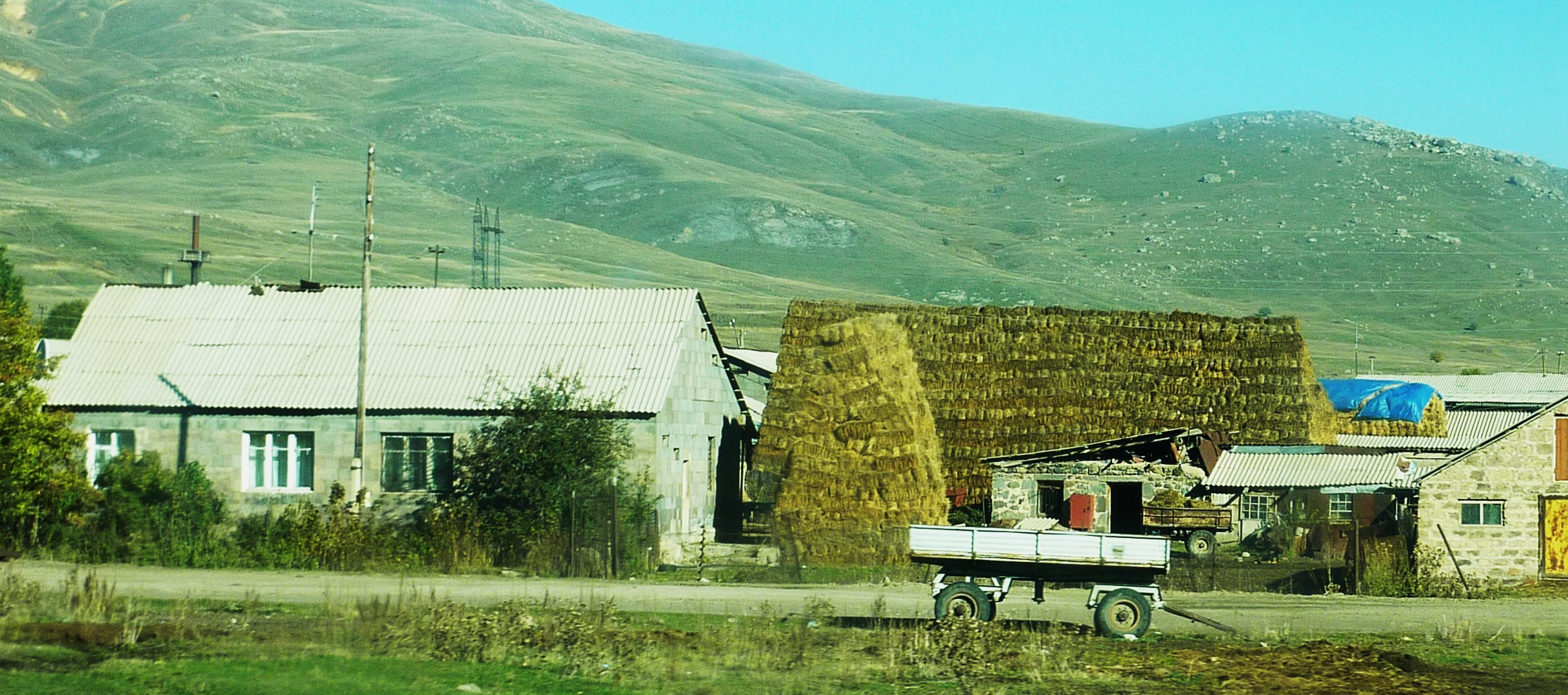
Ferme située au pied du versant sud du col de Vorotan.

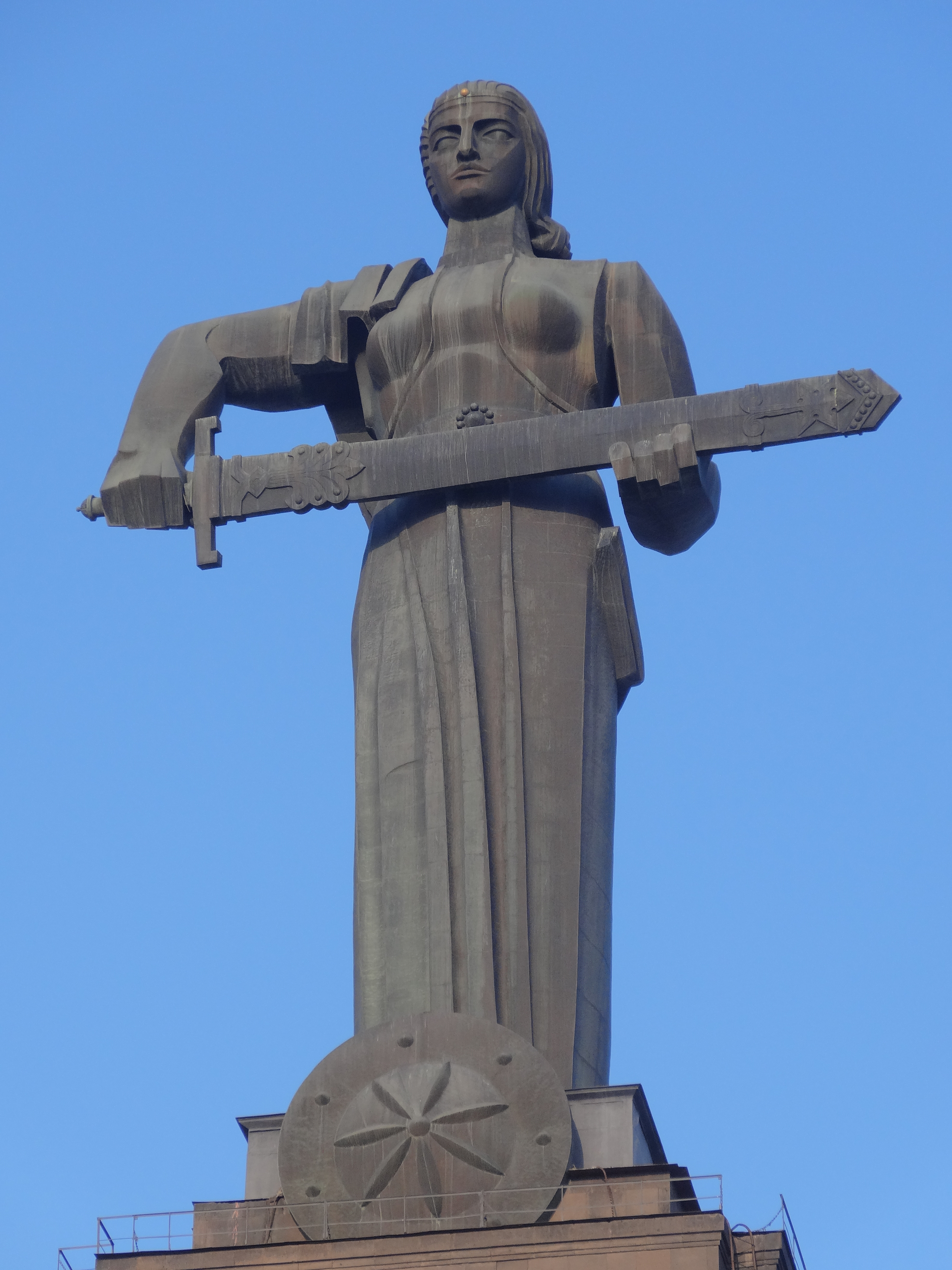
Mère Arménie

L'altitude (90 % du pays sont à plus de 1 000 mètres), la fréquence et l'importance des pentes, le climat sec l'été et froid l'hiver handicapent lourdement la vie agricole, essentiellement pastorale (bovins, ovins) dans la majeure partie du pays. Toutefois la richesse des sols d'origine volcanique est un atout pour l'agriculture arménienne.
La vie agricole se concentre essentiellement dans la plaine de l'Ararat, qui coïncide avec une partie du bassin de l'Araxe. Elle est devenue grâce à l'irrigation le grenier à blé du pays et assure l'essentiel des productions agricoles. Des vignobles et des vergers se sont développés dans sa partie orientale. Quelques fonds de vallée (celui du Debed surtout) et quelques bas-plateaux abritent aussi une vie agricole.
Au début des années 2020, plus du tiers des terres agricoles sont laissées en friche, et le pays en est réduit à vendre son sous-sol minier aux Russes les plus offrants.

### Industrie

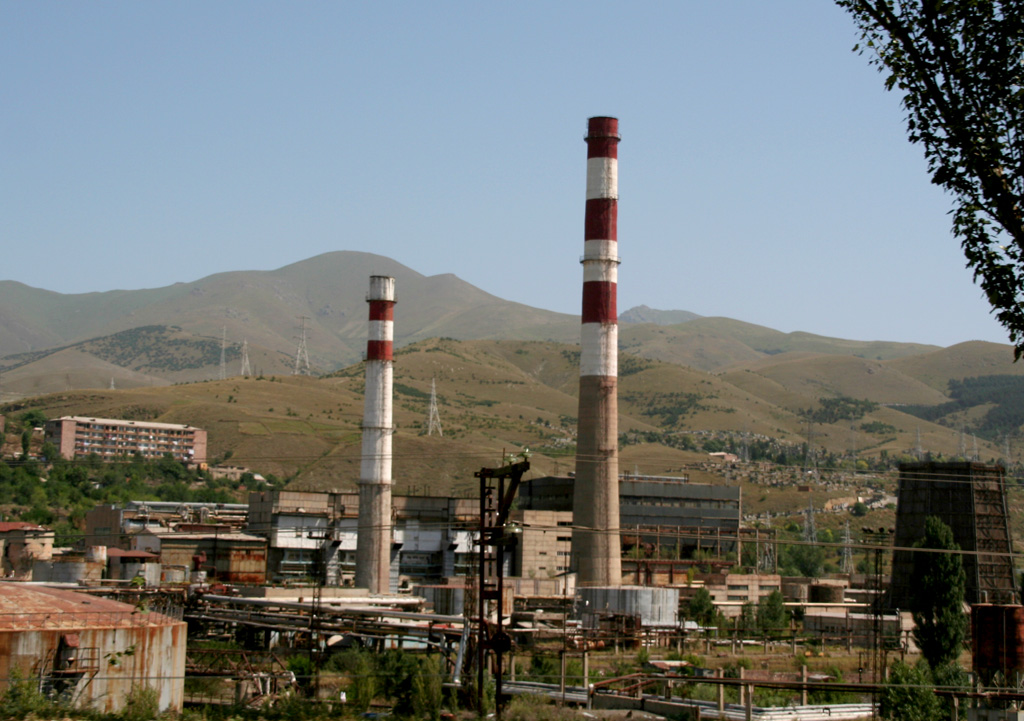
Usine chimique dans la région de Vanadzor.

Après la dislocation de l'Union soviétique, comme dans toutes les autres républiques de la CEI, le passage à l'économie de marché ne s'est pas fait sans mal, malgré un important soutien de la diaspora arménienne. Les entreprises ont été privatisées et un grand effort a été entrepris dans le secteur agroalimentaire afin de pouvoir assurer rapidement l'indépendance alimentaire du pays.
Cependant, l'économie a eu du mal à décoller durant les années 1990, à cause de l'inadaptation de l'outil industriel, du manque d'énergie et de fonds d'investissement, et de la pauvreté des moyens de communications. L'activité industrielle peut espérer s'appuyer sur quelques ressources minières (cuivre, molybdène et aluminium) ou sur l'or. Le pays n'exploite pas de ressources pétrolières, malgré des prospections menées, en raison de la présence probable de ces ressources en profondeur. L'essentiel des industries est concentré à Erevan, la capitale (construction mécanique, caoutchouc). D'un point de vue énergétique, l'Arménie a longtemps été dépendante de ses voisins et a souffert de graves pénuries (ni la Turquie, ni l'Azerbaïdjan n'étaient prêts à lui vendre de l'énergie). Les Arméniens ont donc dû prendre la décision de redémarrer la centrale nucléaire de Metsamor (mise à l'arrêt sous la pression des écologistes, à la suite du tremblement de terre de 1988) afin de pallier ce déficit énergétique.

### Croissance économique

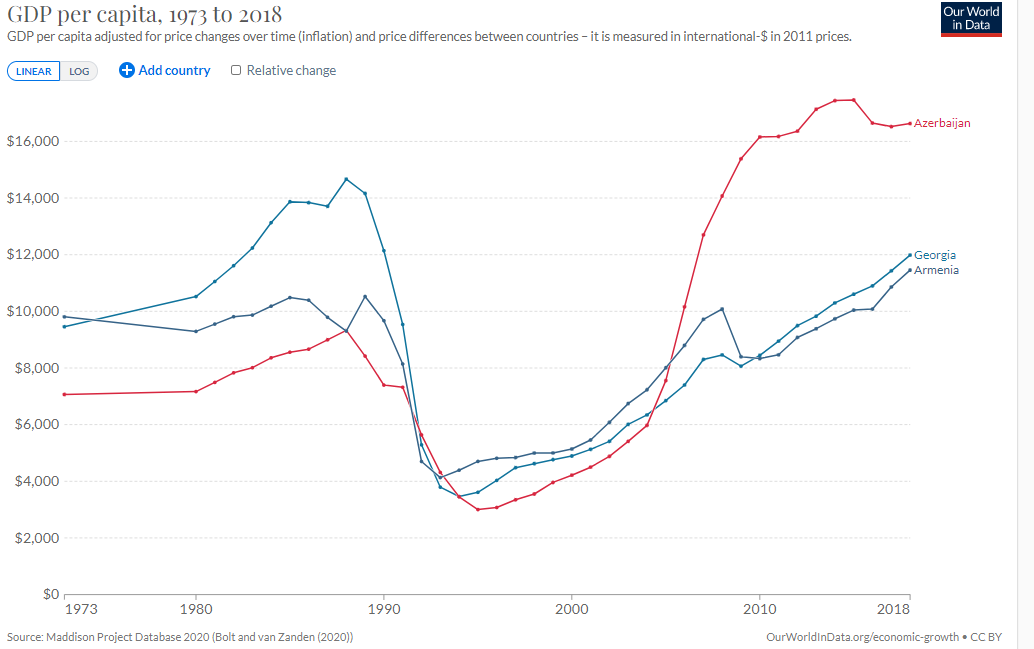
Évolution du PIB par habitant en Azerbaïdjan, en Arménie et en Géorgie.

La croissance est de 3,3 % en 1997, mais la situation s'est améliorée : le PIB a crû ainsi de 13,9 % en 2005. L’Arménie enregistre une croissance de 12,5 % de son produit intérieur brut (PIB) entre janvier et septembre 2006, un PIB évalué à près de 4 milliards de dollars sur les neuf premiers mois de l’année. L’Arménie a en outre enregistré une hausse très forte de son activité économique de 26,3 % entre août et septembre. La production industrielle a néanmoins enregistré une baisse de 2 % — par rapport à 2005 — s’établissant à 468,1 milliards de drams entre janvier et septembre 2006. La production électrique estimée à 4,53 milliards de kWh, a quant à elle subi une baisse de 5,2 %. Par ailleurs, l’agriculture enregistrait à fin septembre une croissance de 15,6 % avec une production agricole de 370,5 milliards de drams. Mais c’est le secteur de la construction qui a enregistré une croissance record de 40 % sur les neuf premiers mois de l’année avec un montant des investissements s’établissant à près de 400 milliards de drams.
En 2007, le produit intérieur brut de l’Arménie a augmenté de 18,6 % à 3 149,283 milliards de drams (6,845 milliards d'euros). Durant le mois de janvier, la production industrielle a augmenté de 4 % (124 millions de dollars), et la production agricole de 3,5 % s’établit à 38 millions de dollars. Le gouvernement arménien prévoit pour 2007 une croissance économique de 9 % contre 13,4 % en 2006.

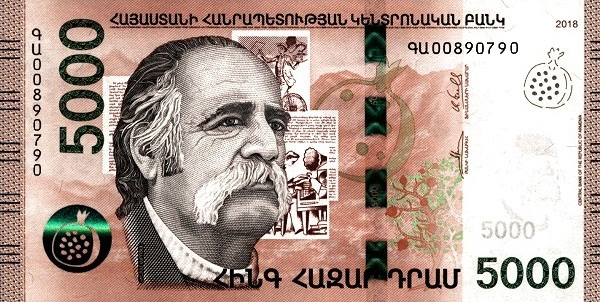
Billet de 5000 drams (֏) représentant William Saroyan.

Alors que les prévisions de croissance économique de l’Arménie étaient, pour 2008, de 10,0 %, le pays a en fait enregistré une croissance de 13,8 %. Le budget de l’État arménien a atteint un nouveau record en 2008, équivalent à 2,45 milliards de dollars. C’est ce qu’a annoncé Serge Sarkissian mercredi 12 septembre 2007. Devant l’Assemblée nationale, le Premier ministre a également prévu une augmentation des impôts sur le revenu pour l’année à venir. Ce budget prévoit de consacrer 1,7 milliard de dollars (583 milliards de drams) aux dépenses du gouvernement, soit 18 % de plus qu’en 2006. Serge Sargsian n’a pas donné plus de détails. Pour l'année 2009, la Banque européenne pour la reconstruction et le développement (BERD) table sur une croissance de 8,3 %. Avec la crise économique mondiale, les données des prochains mois sont néanmoins revues à la baisse. La raison de cette baisse est intimement liée à la souffrance de l'économie de la Russie. Cette dernière étant le premier partenaire économique de l’Arménie.
La dette extérieure de l’Arménie représentait 1,265 milliard de dollars au 1er juillet 2007 en augmentation de 9,3 % en un an (chiffres fournis par le Centre national d’études statistiques d’Arménie). La dette de l’État arménien est de 1,103 milliard de dollars, celle de la Banque centrale d'Arménie est de 158 millions. Les créanciers de l’Arménie sont les structures financières internationales (1,124 milliard) dont la Banque mondiale (909 millions) et le Fonds monétaire international (156 millions).
En 2024, l’Arménie est classée en 63e position pour l'indice mondial de l'innovation.

### Soutien économique de la diaspora
Le manque de moyens financiers empêche l'État arménien de financer de nombreux projets de développement ou de rénovation. Les dons recueillis par la diaspora arménienne par le biais d'organismes de soutien ou par l'initiative privée individuelle de personnes riches d'origine arménienne se substituent souvent à l'État défaillant : la construction d'un tunnel routier sur l'axe menant vers la Géorgie, la construction du téléphérique permettant un accès plus aisé au monastère de Tatev, la restauration de nombreux monastères, le financement d'écoles, de routes et la distribution de l'eau, surtout au Karabagh, sont désormais souvent assurés par les fonds venus de la diaspora. Le chanteur d'origine arménienne Charles Aznavour joua, parmi d'autres, un rôle très actif dans les collectes de fonds en faveur de l'Arménie : ce fut particulièrement le cas après le tremblement de terre de Gyumri.

### PIB
| Année | PIB (en millions de drams) | accroissement (en %) | PIB par habitant (drams/hab) | Déflateur du PIB (en %) |
| ----- | -------------------------- | -------------------- | ---------------------------- | ----------------------- |
| 2000  | 1 031 338,3                | +5,9 %               | 320 182                      | −1,4 %                  |
| 2001  | 1 175 876,8                | +9,6 %               | 365 849                      | +4,1 %                  |
| 2002  | 1 362 471,7                | +13,2 %              | 424 234                      | +0,7 %                  |
| 2003  | 1 624 642,7                | +14,0 %              | 505 914                      | +4,6 %                  |
| 2004  | 1 907 945,4                | +10,5 %              | 593 635                      | +6,3 %                  |
| 2005  | 2 242 880,9                | +13,9 %              | 697 088                      | +3,2 %                  |
| 2006  | 2 656 189,8                | +13,2 %              | 824 621                      | +4,6 %                  |
| 2007  | 3 149 283,4                | +13,7 %              | 976 067                      | +4,2 %                  |
| 2008  | 3 568 227,6                | +6,9 %               | 1 103 348                    | +5,9 %                  |
| 2009  | 3 141 651,0                | −14,1 %              | 968 539                      | +2,6 %                  |
| 2010  | 3 460 202,7                | +2,2 %               | 1 062 683                    | +7,8 %                  |
| 2011  | 3 776 443,0                | +4,7 %               | 1 155 405                    | +4,2 %                  |
| 2012  | 4 000 722,0                | +7,2 %               | 1 322 946                    | −1,2 %                  |
| 2013  | 4 555 638,2                | +3,3 %               | 1 507 491                    | +3,4 %                  |
| 2014  | 4 828 626,3                | +3,6 %               | 1 602 172                    | +2,3 %                  |
| 2015  | 5 032 089,0                | +3,0 %               | 1 674 795                    | +1,2 %                  |

## Équipements
L'Arménie est très handicapée par le blocus terrestre de la frontière par l'Azerbaïdjan et la Turquie. Le pays compte huit cents kilomètres de voies ferrées, le plus souvent en mauvais état. Les routes, quant à elles, sont normalement praticables dans les montagnes. Les télécommunications sont également en développement.
Le pays compte seize chaînes de télévision et autant de stations radiophoniques.
- Lignes de téléphone : 620 000 (en 2010)[85]
- Téléphones mobiles : 2 770 000 (en 2010)[85]
- Postes de radio : 850 000 (en 1997)
- Postes de télévision : 825 000 (en 1997)
- Utilisateurs d'Internet : entre 300 000 et 400 000 (en 2011)[86]
- Noms de domaine en .am : 14 000 (en 2011)[86]
- Nombre de fournisseurs d'accès Internet : 3 (en 2012)
- Routes : 7 504 km (dont 5 089 km asphaltés) (en 2006)
- Voies ferrées : 845 km (828 électrifiées), en grande partie obsolètes (en 2003)
- Voies navigables : n.c.
- Nombre d'aéroports : 11 (aéroports du Haut-Karabagh exclus) (en 2011)[réf. nécessaire]
- Pipeline : depuis 2009, un pipeline relie l'Arménie à l'Iran

## Arts et culture
Malgré les nombreuses difficultés de sa longue histoire, l'Arménie a su créer des richesses culturelles inscrites dans la pérennité. Des premiers royaumes à l'invention de l'alphabet arménien en passant par la christianisation du pays, elle a su profiter de chaque événement comme outil ou inspiration de son œuvre culturelle.

### Architecture
L'Arménie s'est constituée un riche patrimoine architectural fait de monastères, églises et chapelles. On y trouve — tant dans le pays que dans l'Arménie historique — une typologie assez unique d'architecture ecclésiastique.
La domination ottomane met un frein à l'essaimage de l'art architectural arménien et il semble véritablement y avoir une pause dans la chronologie de l'histoire architecturale arménienne à partir du XIVe siècle, à l'invasion touranienne du royaume arménien de Cilicie.
À l'émergence d'un début d'indépendance après le génocide, l'influence soviétique se fait sentir en combinaison avec le style néo-arménien.

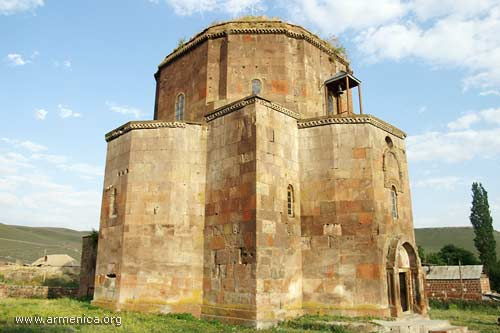
Église de Mastara, Ve ou VIIe siècle.
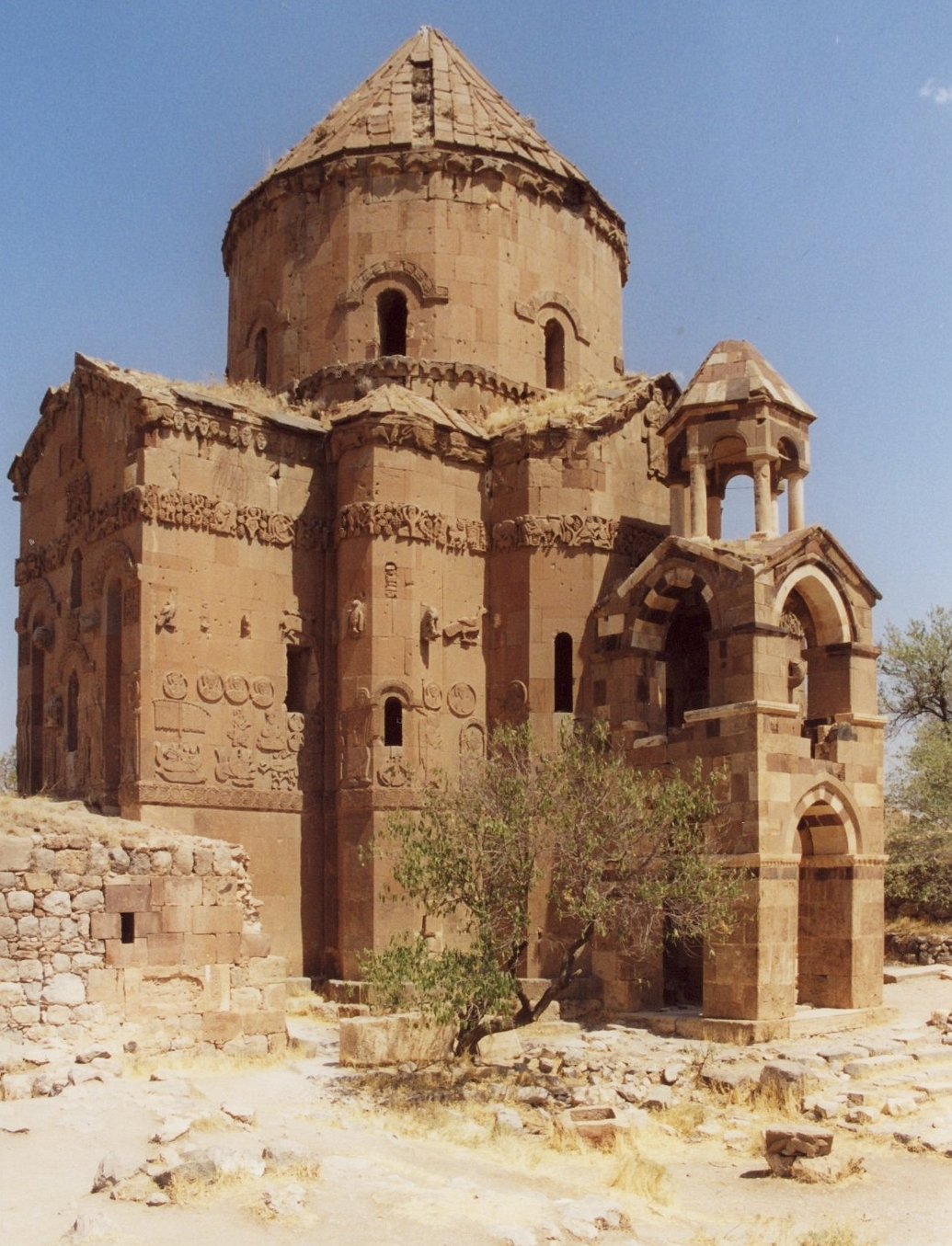
Monastère d'Aghtamar, Xe siècle.
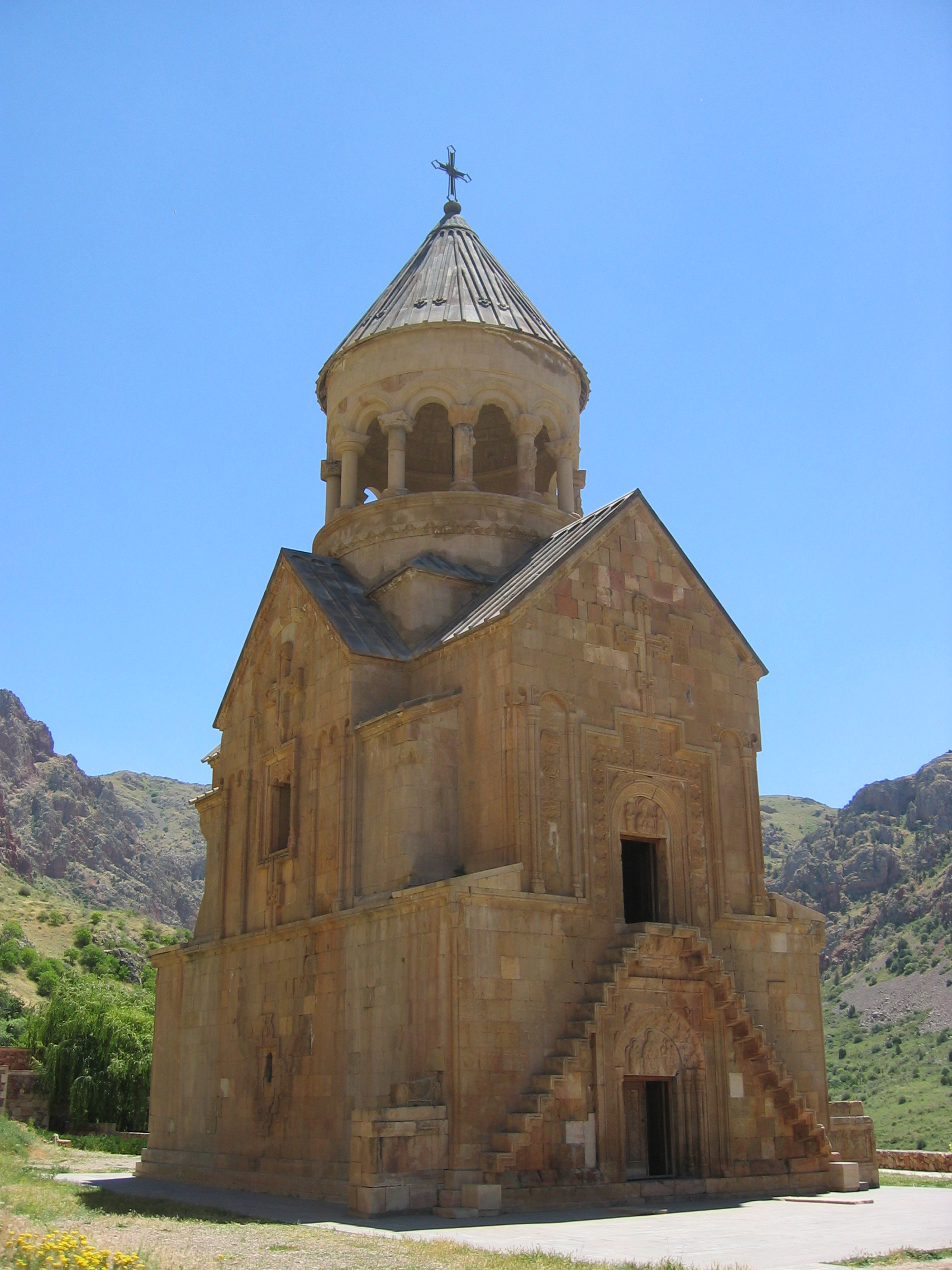
Monastère de Noravank, Sourp Astvatsatsin, XIVe siècle.
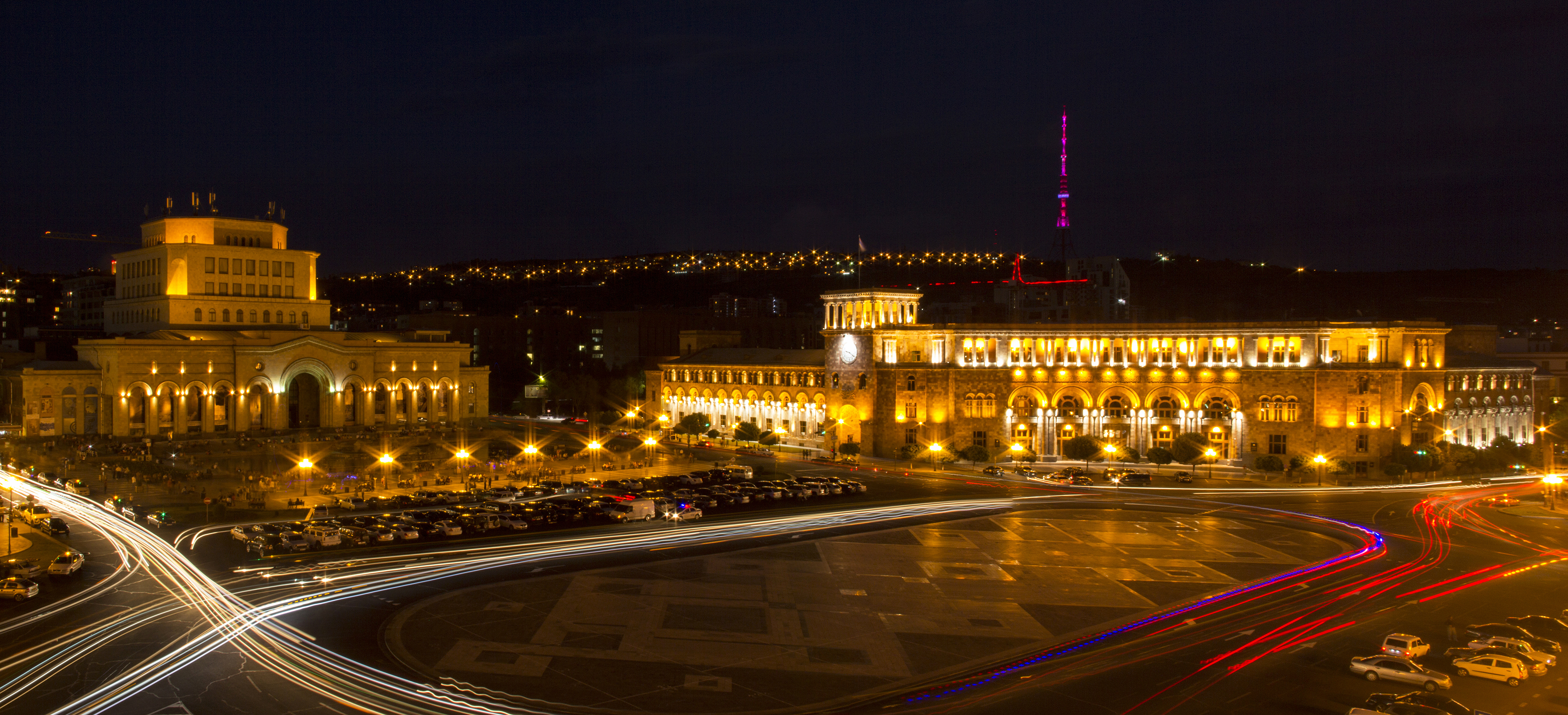
Place de la République (Erevan), Palais du Gouvernement, années 1930.

### Littérature

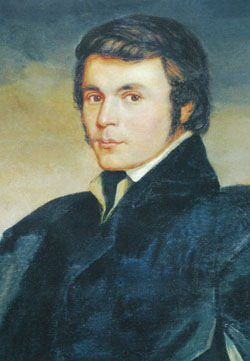
Khatchatour Abovian, père de la littérature arménienne moderne.

L'Arménie devient chrétienne en 301 et dès lors, sa littérature, en parallèle à la poésie, se développe. Les premiers temps voient naître une littérature historiographique dès le Ve siècle. À partir du Xe siècle, ce sont le roman et surtout la poésie qui se développent. Le XIXe siècle voit la naissance de la révolution littéraire arménienne (Abovian, Raffi, Toumanian et Demirdjian), aussi bien à l'intérieur du pays qu'en dehors, grâce à la diaspora arménienne.

### Musique
De par ses diverses situations géographiques et ses influences différentes tout au long de son histoire, l'Arménie a une longue tradition musicale faite de musique folklorique, religieuse, classique et, plus récemment, de jazz avec le pianiste virtuose Tigran Hamasyan, et de rap. Il y a la chanteuse populaire Sirusho et le duo folklorique Inga & Anush Ashakyan. De plus, dans la diaspora, il y a le groupe de metal alternatif System of a Down, et le chanteur Charles Aznavour.
Aram Khatchatourian est un compositeur arménien de l'époque soviétique, né en 1903 à Tbilissi en Géorgie et mort en 1978 à Moscou (Gayaneth, Spartacus, La Danse du Sabre…). Il repose au panthéon Komitas d'Erevan. Son neveu Karen Khatchatourian (1920-2011) est également compositeur.
Alexandre Aroutiounian (1920-2012) est un autre compositeur arménien mondialement reconnu.

### Artisanat
L'art s'est également développé à travers les céramiques ou les miniatures que dessinaient les moines. Par ailleurs, le tissage de tapis, comme dans tout le Moyen-Orient, est une spécialité arménienne depuis des millénaires.
Un atelier de céramique artisanale et de tapisserie de Gumri s'efforce depuis 2014 de relancer ces deux formes d'artisanat traditionnel local de qualité
, dans la tradition de la céramique de Kütahya.

### Cinéma
Le cinéma arménien est né avec son premier film documentaire, Soviet Armenia en 1924.
Dirigé par Hamo Beknazarian, Namus est le premier film muet arménien, en 1926.
Sergueï Paradjanov est un de ses maîtres, avec notamment Les Chevaux de feu et Sayat-Nova (La couleur de la grenade) deux des chefs-d'œuvre cinématographiques du XXe siècle.
America, America, film américain réalisé par le réalisateur grec Elia Kazan en 1963, raconte l'histoire de Stavros, vivant en Anatolie à la fin du XIXe siècle et subissant l'oppression des Turcs musulmans en tant que chrétien. Le pogrom ciblé contre les Arméniens dans son village sera l'évènement déclencheur de sa tentative de fuite vers New-York.

### Télévision
L'Arménie possède plus d'une dizaine de chaînes de télévision nationales et reçoit quelques chaînes étrangères, notamment russes et iraniennes.
La principale chaîne arménienne est Arménie 1 (H1), la télévision publique. Imaginée en 1955 par le conseil des ministres de l'Union soviétique et créée en 1956, elle continue d'émettre aujourd'hui, non seulement en Arménie, mais aussi dans le reste de l'Europe, en Russie, en Australie et aux États-Unis.
L'autre chaîne importante, Armenia TV, est privée. Bien plus jeune que sa grande sœur, elle n'est créée qu'en 1999 et est diffusée dans plusieurs pays européens, américains et asiatiques.
Par ailleurs, Horizon TV est une chaîne de télévision d'informations, en diffusion 24h/24. CNN et Euronews diffusant leurs programmes en Arménie décrochent plusieurs heures par jour pour des programmes en arménien.
La plupart des autres chaînes du pays sont soit locales (plusieurs télévisions à Erevan par exemple) soit spécialisées (musique, automobile, informations…).

### Cuisine

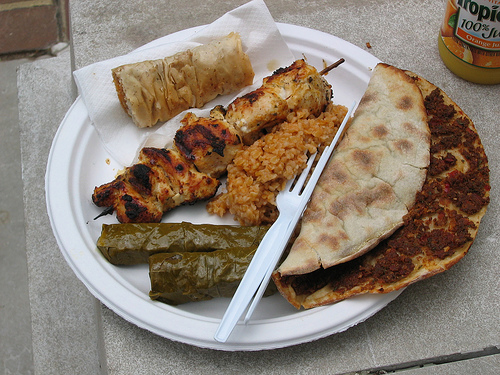
Spécialités arméniennes.

La cuisine de l'Arménie et de sa diaspora est riche de sa diversité qui s'est forgée au cours de l'Histoire. Tantôt influencée par le Moyen-Orient, tantôt par la Grèce et l'Iran, cette cuisine a également influencé celle des pays avoisinants, notamment la Syrie et le Liban.
La cuisine de l'Arménie est principalement à base de poissons et de brochettes de viande. Le poisson est le plus souvent grillé et servi avec des légumes ou du riz. Les brochettes sont à base de poulet, de bœuf, d'agneau voire de porc — haché ou entier — et accompagnées de riz. Par ailleurs, la spécialité nationale est le khach (խաշ), sorte de potée de pieds de bœuf bouillis et assaisonnés au service. Ce plat de la région de Shirak n'est consommé qu'en hiver en Arménie (alors qu'il l'est toute l'année en Géorgie). On consomme aussi des cornichons avec les repas, notamment du chou. À chaque repas, les Arméniens aiment boire du tan (équivalent du dugh iranien et de l’ayran turc). Le café arménien est très réputé. Le thé se consomme plutôt dans le sud de l'Arménie, près de l'Iran.
La cuisine de l'Arménie occidentale (pratiquée en diaspora depuis le génocide arménien) est à rapprocher de la cuisine turque, libanaise et grecque. En entrée, on y mange souvent des mezzés dont du houmous, moutabal, böreks, dolmas, etc. Les repas commencent souvent avec un plat de légumes crus : concombres, radis, salades, tomates, etc. Le plat principal peut, comme en Arménie, être à base de brochettes accompagnées de riz pilaf. Cependant, des plats plus longs à préparer (parfois jusqu'à une journée) sont très appréciés. Ainsi le su-börek, sorte de lasagnes au fromage et au persil, les mantis, petits raviolis de viande, les kefté ou la moussaka font partie des plats traditionnels.
Les plats sont accompagnés de lavash, le pain traditionnel arménien.
Les desserts arméniens sont à rapprocher des desserts orientaux en général : baklavas, kadaifs, loukoums, etc.

### Fêtes et jours fériés
| Date         | Nom français                               | Nom local                             | Remarques                                                             |
| ------------ | ------------------------------------------ | ------------------------------------- | --------------------------------------------------------------------- |
| 1er janvier  | Nouvel an                                  | Նոր տարի (Nor tari)                   | Fête de la nouvelle année                                             |
| 6 janvier    | Noël                                       | Ծնունտ (Tsnount) (naissance)          | Noël le 6 janvier                                                     |
| 28 janvier   | Jour de l'armée                            |                                       |                                                                       |
| 8 mars       | Journée internationale des femmes          |                                       | Journée consacrée aux droits des femmes.                              |
| 24 avril     | Jour de commémoration du génocide arménien | Մեծ Եղեռն (Medz Eghern) (Grand Crime) | Journée dédiée au souvenir du génocide arménien.                      |
| mai-juin     | Ascension                                  | Համբարցում (Hampartsoum)              |                                                                       |
| 1er mai      | Fête du travail                            |                                       |                                                                       |
| 9 mai        | Jour de la Victoire de 1945                |                                       |                                                                       |
| 28 mai       | Fête de la Première République             |                                       | Anniversaire de la Première République arménienne entre 1918 et 1920. |
| 5 juillet    | Jour de la Constitution                    |                                       |                                                                       |
| 21 septembre | Jour du référendum                         |                                       | Fête nationale (jour de l'indépendance en 1991).                      |
| 30 septembre | Décès d'un saint patron de l'Arménie       |                                       | Saint-Krikor/Krekor/Grégoire Ier l'Illuminateur                       |